# 馬超
馬 超（ば ちょう、熹平5年〈176年〉 - 章武2年〈222年〉）は、中国後漢末期から三国時代にかけての将軍。字は孟起（もうき）。諡は威侯。司隷右扶風茂陵県の人。
関中・隴右に割拠する勢力として曹操の西征に反発し、韓遂ら諸軍閥と共に造反したが、敗北した。羌胡の支持のもと、涼州において捲土重来を果たすも、現地の士大夫らに離反され拠点を失った。流浪の末に身を寄せた劉備の下で厚遇された。
羌の血を引き、非漢族と深い関係があった。後漢末期において、「羌胡化」を経て台頭した涼州軍閥の一人とも見なされている（→「背景」を参照）。

## 生涯

### 出自
熹平5年（176年）に生まれる。後漢の名将馬援の後裔。関中豪族である扶風馬氏の右扶風茂陵県（陝西省興平市北東）という本貫は、父の馬騰、祖父の馬平にも共通する。馬平は桓帝の時代に天水郡蘭干県で県尉を務め、失官後は隴西郡に留まって羌と雑居し、貧窮の中、現地で娶った羌の女性との間に馬騰をもうけた。馬騰は当地における豪族的基盤を持たず、中平元年（184年）、先零羌（羌の一種）、宋建・王国、湟中義従胡（漢に帰順した異民族）の北宮伯玉・李文侯および漢族の辺章・韓遂による隴右叛乱に際して、州郡の討伐兵募集に応じた。中平4年（187年）には、当時の涼州刺史である耿鄙の下で司馬を務めていながら、韓遂による耿鄙殺害に乗じて反乱し、三輔寇掠に加担した。このように、馬騰の生育地が隴西であり、また涼州に盤踞していたことから、その子である馬超は実質的に涼州人だと考えられている。

### 若き日

#### 内紛
初平元年（190年）、献帝を擁立し朝廷で専権を有していた董卓は、長安に遷都すると、関東諸将による反董卓連合軍に対抗する戦力として馬騰・韓遂を招いた。両者はそれに従ったが、初平3年（192年）に董卓が暗殺されると、その部将である李傕に投降した。馬騰は征西将軍となって郿県に駐屯し、後に征東将軍に任命された。興平元年（194年）、李傕との関係が悪化した馬騰は長安襲撃を図ったものの、企図が露見し、争いに敗れて涼州に帰還した。このとき三輔が混乱していたため、東進はなされなかった。
馬騰は義兄弟として韓遂と友好関係にあったが、建安初頭には衝突するようになり、同時に隴右から関中へと進出した。魚豢『魏略』によれば、馬超は当時から勇健で知られていた。韓遂麾下の閻行が馬超を矛で刺そうとした際、矛が折れたが、その折れた矛で首筋を殴られた馬超はあやうく命を落としかけたという。その後、曹操と袁紹の対立が激化する中、関中鎮定の任務を帯びた司隷校尉の鍾繇が涼州牧の韋端と共に仲裁役となって説得したため、馬騰と韓遂は和解したものの、確執は残っていた。この際、馬騰・韓遂それぞれの子が人質として入朝し、また馬騰は槐里に進駐した。

#### 曹操陣営の干渉
建安5年（200年）の官渡の戦いが終結した後の建安7年（202年）、袁紹の末子である袁尚が派遣した高幹・郭援は、平陽で反乱していた南匈奴の単于である呼廚泉と合流し、数万の軍勢をもって河東に侵攻した。当時、曹操は袁紹の残党勢力と交戦しており、傍観する関中の諸勢力を味方に引き入れようとしていた。馬騰は密かに郭援らと手を結んでいたが、説得されて転向すると、馬超を1万余りの兵と共に鍾繇の下へ派遣した。馬騰の下で実働部隊を率いる立場にあった馬超は、鍾繇の督軍従事に任命され、平陽において龐徳らと共に郭援らと戦った。馬超は戦場で足に矢を受けたが、矢傷を袋に包んでなおも戦い続け、敵軍を大破した。その功績から、詔勅により徐州刺史を、後に諫議大夫を拝命した。
建安13年（208年）、馬超は丞相となった曹操に辟召されたが、応じなかった。辟召という制度には、独特の私的主従関係を構築する働きがあった。曹操は社会的・軍事的資本のない状況の中ほぼ自力で台頭したことも影響して、己の勢力基盤を拡大強化すべく、拘束性の強い辟召を大いに活用したという。またここでは、馬超を人質とする意図も含まれていた。当時、荊州への南下を遂行するに及び、曹操は関中に割拠する馬騰勢力を抑えることで後顧の憂いを断つ必要があった。馬騰は反乱鎮圧の援助により曹操に与する姿勢を見せていたが、曹操は部曲を解散しての入朝を求めた。馬騰は張既の説得を経て承諾したものの、実行せずにいた。変心を恐れた張既の手配によって馬騰はやむを得ず入朝に踏み切り、同年12月、衛尉となった。馬超は偏将軍に任じられるとともに都亭侯に封じられ、馬騰に代わり軍勢を統率した。偏将軍への任命は、馬超が曹操軍の属将としてその傘下に置かれたことを示すという。弟の馬休・馬鉄にも官職が与えられ、馬騰の一族郎党が鄴に移住した。これにより、馬超の宗族は事実上曹操の質任となった。父から継いだ部曲とともに、馬超は領地に留まった。関隴地区の中心勢力は二極化し、韓遂・馬超がその主となった。

### 潼関の戦い
建安16年（211年）3月、曹操は鍾繇・夏侯淵に対して漢中の張魯討伐を命じた。3000の兵で関中に入ることを求めた鍾繇は、表向きは張魯討伐を掲げながら、実際には馬超らを脅迫して人質をとろうと画策した。この時点で、馬超ら西方諸将は鍾繇を洛陽まで押し戻し、無秩序な独立体制を再建していたという。高柔は「みだりに兵を動かせば、西方の韓遂・馬超は自分たちが目標であると考え、共に扇動して反逆するでしょう。先に三輔を安定させた後で漢中に檄し、平定すべきです」と、曹操の行動を諫めた。曹操が荀彧を介して衛覬に意見を聞くと、衛覬は「兵を関中に入れて張魯を討とうとなると、張魯は山深くにいて交通の便が悪いため、西方の諸将は必ず疑うでしょう。一旦騒動が起きれば、西方の地は険しく兵は強いため、当然困難が生じます」と答え、出兵に反対した。事実、関隴に敷かれた統制は万全とは言えなかった。曹操はそれでもなお、鍾繇の主動する強硬な方針を採った。これは仮道滅虢の計とも解釈し得る。馬超・韓遂はいずれも朝廷から官職を授かった身分であり、謀反の嫌疑も存在しないからには、曹操は彼らを征伐する大義名分を立てられないが、馬超らが先んじて反乱すれば、関隴攻撃を正当化できるためである。
関西諸将は曹操の動向に疑念を抱いた。韓遂は建安15年（210年）より、張猛の反乱を鎮圧するため遠征していたが、曹操政権は韓遂を利用する傍ら、馬超にも働きかけることで、両者を互いに反目させようと工作していたと見られる。『魏略』においては、馬超は遠征から戻った韓遂を都督に立て、「以前、鍾司隷（鍾繇）は私に将軍（韓遂）を殺すよう命じました。関東の人間はもはや信用できません。私は父を棄て、将軍を父とします。将軍も子を棄て、私を子とされよ」と語ったとされる。かつて父を入朝させ、韓遂にも勧降していた閻行は、反乱に参加しないよう韓遂を諫めたものの、韓遂は「諸将は諮らずとも意を同じくしている。これは天命であろう」と答え、謀反に同調したという。

#### 開戦
馬超・韓遂・楊秋・李堪・成宜らに加え、侯選・程銀・張横・梁興・馬玩らあわせて10の軍閥が挙兵すると、杜畿が太守を務める河東を除き、弘農・左馮翊の郡県が相次いで呼応した。さらに百頃氐王の千万と興国氐王の阿貴が、馬超に従い反乱を起こした。藍田の劉雄鳴は反乱に従わなかったために馬超によって撃破され、曹操の下へ逃亡した。また馬超は京兆の学者である賈洪を脅し、露布（布告文・檄文）を起草させた。馬超の乱に応じて、数万家に及ぶ関西の住民が子午谷を経て漢中に逃れた。三輔の人口は初平3年（192年）の李傕・郭汜の乱で一度激減し、次第に回復しつつあったが、この反乱により再び大幅に流出した。馬超らは10万の軍勢をもって、黄河南岸、潼関の西側に布陣した。曹操は曹仁を潼関へ派遣して防戦させた。そして諸将に対し「関西の兵は精悍であるから、防御を固めた上で、打って出てはいけない」と注意した。
馬超たちの兵は長矛の使用に習熟しており、諸将から脅威と見なされていた。馬超の率いる軽装騎兵・長矛部隊で構成された軍隊は、当時最も強勢だった羌との戦闘で大戦果を挙げた段熲および「涼州兵」の系譜を継いでおり、馬超はその機動力を生かした戦法を取っていたという。

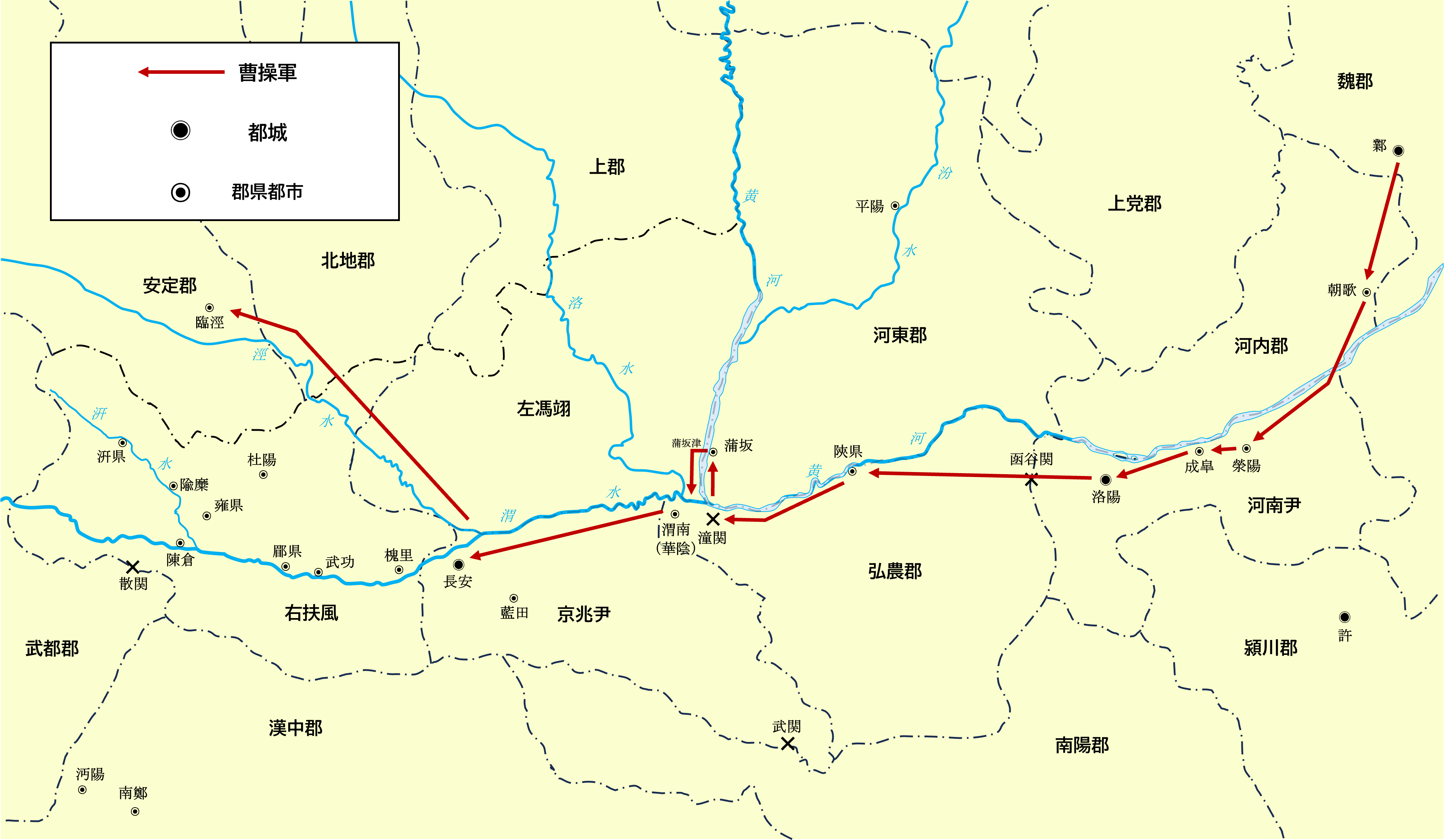
曹操軍の進軍経路

8月、曹操は潼関に到着した。馬超らの軍は、黄河南岸に布陣した曹操軍と潼関を挟んで対峙した。夜間、徐晃・朱霊は黄河を北に、さらに蒲阪から西へと渡り、陣営を構築した。閏8月、続いて渡河を試みた曹操は、先に兵を赴かせ、自身は許褚が指揮を執る虎士（親衛隊）100人余りと共に殿軍となった。渡河の最中、馬超は歩騎1万余りを率いて曹操軍を急襲し、猛然と矢をそそいだ。これはおそらく、呂布との対戦以来、曹操自らが参加した戦闘において最も危険な状況だった。周囲から孤立し死の危機に瀕していた曹操は、許褚により救出されたが、その最中に船の漕ぎ手が射殺された。しかし許褚が身を挺して曹操を守り、また丁斐が牛馬を解き放って馬超らの軍を混乱させたため、曹操は渡河に成功した。諸将は行方知れずになった曹操の安否を案じていた。彼らと再会した曹操は大笑いして「今日はあやうく小賊（小僧）にしてやられるところだった」と語ったという。
『山陽公載記』によれば、曹操軍が蒲阪から西へ渡河しようとした際、馬超は「渭北（渭水北岸）にて敵軍を拒むべきです。20日と経たずに河東の兵糧は尽き、敵は必ずや撤退することでしょう」と主張したが、韓遂の賛同を得ることができなかった。この話を聞いた曹操は馬超の存在をいっそう警戒し、「馬（ば）の小僧が死ななければ、私には葬られる土地も無い」と語ったという。その後の妨害も効果は思わしくなく、ついに敵の南進を許した関西諸将は、渭南駐屯時に黄河以西の土地の割譲および講和を求めたが、拒絶された。

#### 瓦解
9月、曹操は渭南に到達した。馬超らは何度も戦いを挑んだが、曹操はそれに答えなかった。やがて曹操は賈詡の進言に従い、関西連合軍からの要請および人質の提供の要求に偽って応じ、会談の場を設けて離間の策を用いた。単騎での会談に臨んだ際、馬超は己の多力を恃みに曹操を襲撃しようとしたが、護衛の許褚がいたため実行に移さなかった。曹操は両軍間の交流を利用して、韓遂が内通しているように見せかけたため、馬超らは韓遂を疑った。統帥の乱れた連合軍はその後の会戦で包囲殲滅され、大敗を喫した。
馬超は涼州へと逃れ、諸戎（西方の漢族でない諸民族、西戎）を頼りにした。曹操は安定まで追撃したものの、蘇伯・田銀が河間で反乱を起こし、幽州・冀州を扇動していたため、引き揚げようとした。涼州参軍の楊阜は馬超の武勇と異民族への影響力について警戒を促し、「厳重に備えておかねば、隴上の諸郡は国家のものでなくなります」と進言したが、曹操は帰途についた。潼関の戦いにおいて曹操軍は勝利を収めた一方、その死者数は万をもって数えるに及んだ。

### 涼州での再起

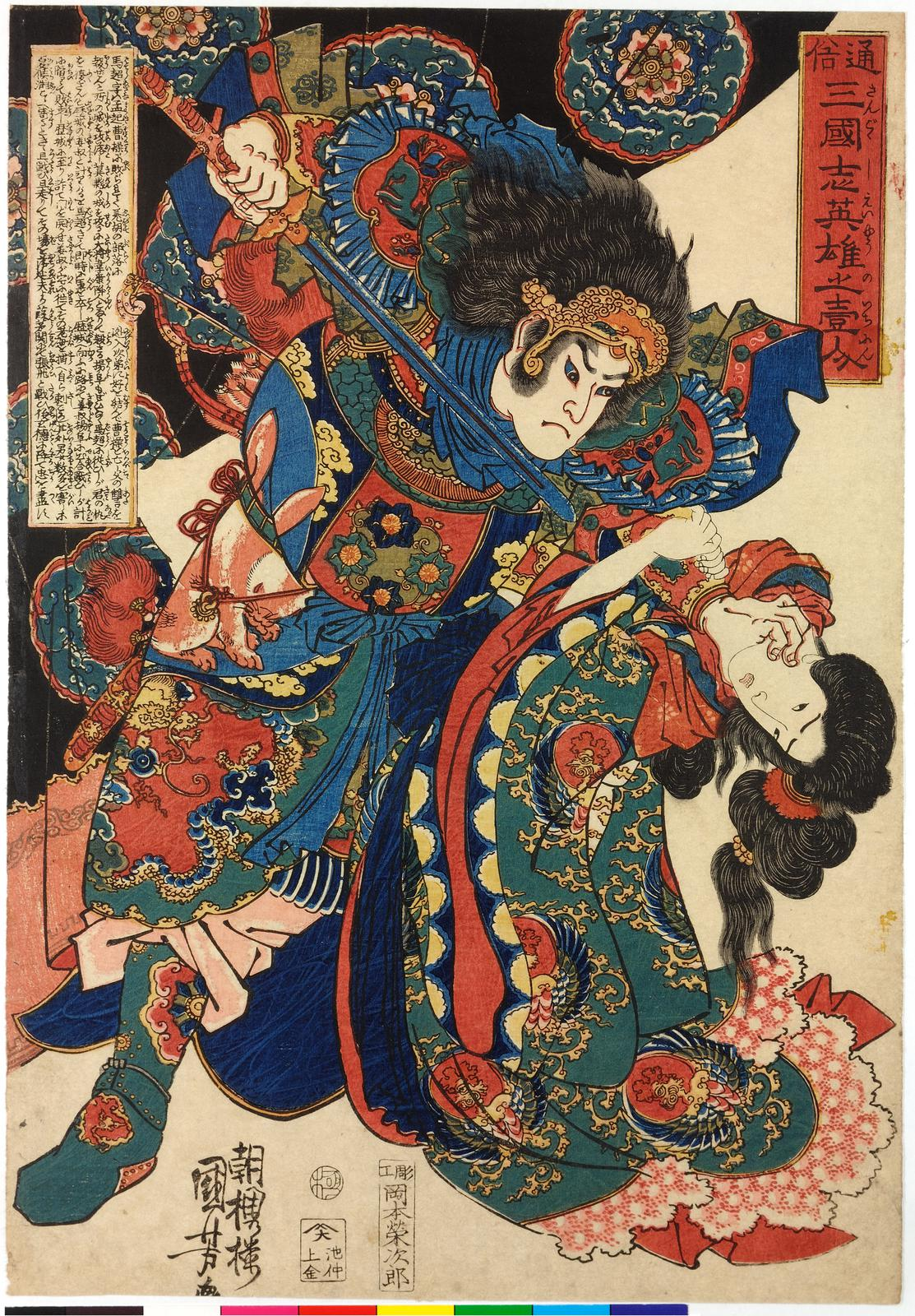
姜叙の母を殺す馬超（歌川国芳画）

#### 冀城包囲
建安17年（212年）1月、馬超が諸戎の渠帥（少数民族の首領）たちを率いて隴上で蜂起すると、漢陽の郡治である冀県を除く全ての郡県が馬超に呼応した。上邽では任養らが馬超を迎え入れたため、涼州別駕の閻温は、涼州刺史の韋康が治める冀城に走った。冀城は馬超軍の包囲下に置かれ、張魯が援軍として派遣した楊昂もまた攻城に加わった。
5月、馬騰は馬超の反乱に連座して誅殺され、三族皆殺しとなった。
閻温は包囲網を掻い潜って夏侯淵に援軍を要請したものの、その足取りを追われ、顕親で身柄を拘束された。馬超による閻温殺害を境に、韋康と漢陽太守の意思は降伏に傾いた。
『三国志』には、閻温が死に至るまでの経緯が載せられている。それによれば、引き出された閻温に対し、馬超はその縛めを解いてこう言った。「今や勝敗は歴然としている。足下は孤城のために援軍を求めながら、かえって囚われの身となった。どこに義を示すというのか？ もし私の言に従うならば、城に戻り、東から救援は来ないと伝えるように。これぞ禍いを転じて福と為すというもの。さもなくば、ただちに殺す」。偽って要求を受け入れた閻温は、車に乗せられて帰城すると「大軍が3日のうちに来る。頑張れ！」と叫んだ。馬超は怒って「足下は命のことを考えないのか」と詰り、また懐柔を目論んで「城内の旧知で、私と意を同じくする者はいるか」と問うたが、閻温は何も答えず、それを咎めた馬超に対し「主君に仕えるということに、死はあれど二心はない。卿（きみ）は長者（年長者）の口から不義の言を出そうとしている」と言い、馬超に殺されたという。
8月、ついに韋康が講和を求めて開城すると、馬超は韋康と太守を殺害した。そして冀城を拠点として兵衆を併合し、征西将軍・領并州牧・督涼州軍事を自称した。その後、冀城から200里ほど（約87km）離れた地点において、遅れて救援にやってきた夏侯淵を迎撃して優位に立ち、そこに汧県の氐の呼応も重なったことで、夏侯淵軍を敗走させた。さらに千万も呼応し、興国で反乱を起こしていた。馬超の威勢はこの時期に隆盛を極めた。

#### 報復
楊阜はしばらくの後、死んだ妻の葬儀を口実にして、外兄（妻の兄弟）の姜叙が駐屯していた歴城（漢陽郡西県）を訪れると、撫夷将軍であり軍権を擁する姜叙の無反応ぶりを趙盾に比して責め、反乱を仄めかした。韋康が殺されたことを、楊阜は一州の士大夫の恥であると考えていた。姜叙の母もまた、楊阜の計画に加わるよう息子をけしかけた。こうして、涼州の士大夫層（有力者層）は結集して内応を図った。韋康の旧臣の一人である趙昂もこの報復に加わったが、皇甫謐『列女伝』によれば、息子の趙月が馬超の人質であることを案じると、妻の王異は「忠義こそが立身の大本です。君父の恥を雪ぐにあたっては、命を差し出すのも瑣末なこと。ましてや子ども一人のことなど気にかけるものではありません」と叱咤したという。

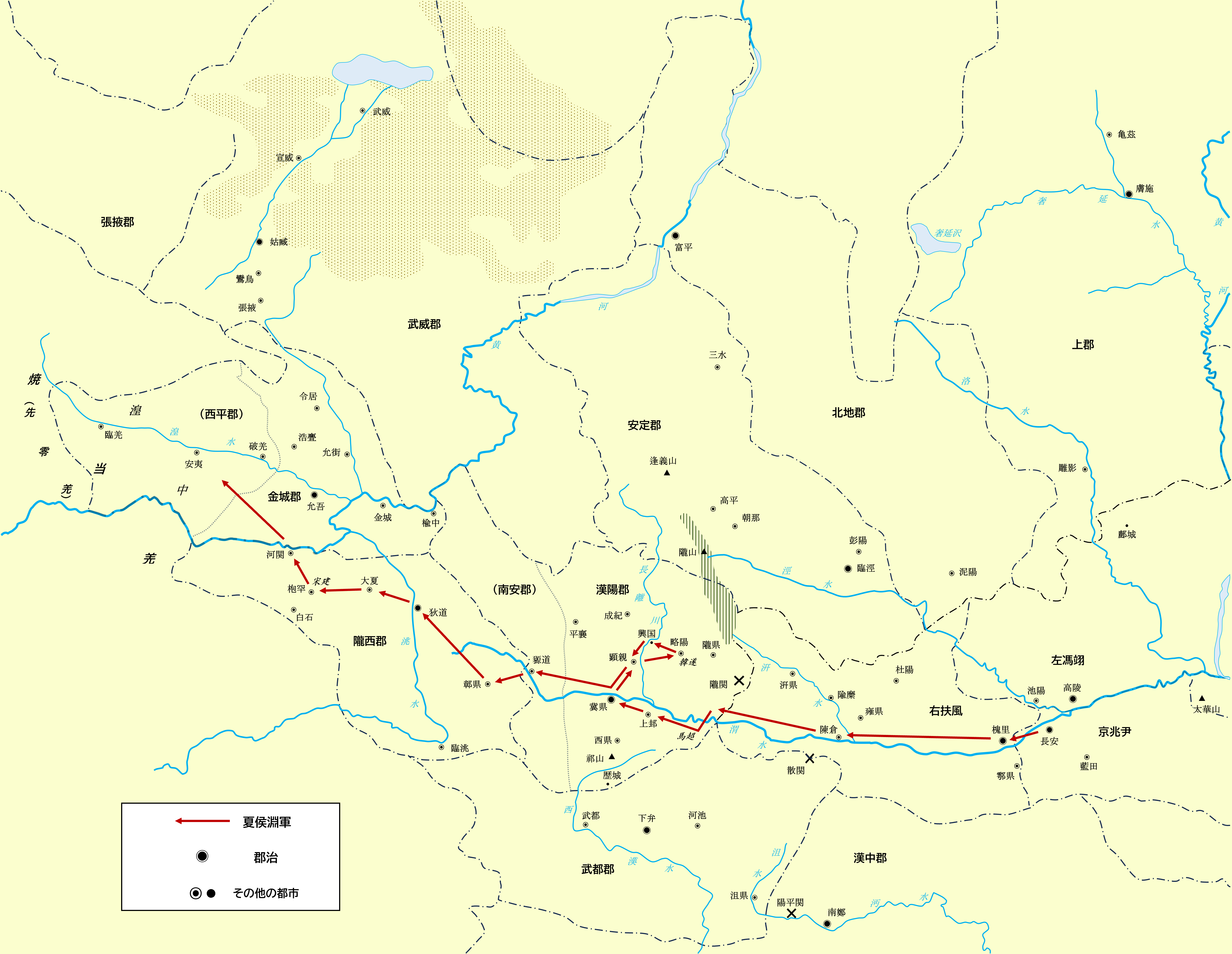
夏侯淵軍の進軍経路（214年）

建安18年（213年）9月、楊阜・姜叙が鹵城において反旗を翻した。楊阜らと結んでいた趙衢・梁寛は、馬超を鎮圧に向かわせた後、冀城の門を閉ざし、馬超の妻子をことごとく殺して晒し首にした。馬超は鹵城から退却すると、歴城を攻略した。そこで捕らえられた姜叙の母は、「お前は父に背いた逆子（ぎゃくし。不孝者）、主君（韋康）を殺めた桀賊（凶暴な賊）であり、天地がどうしてお前を久しく容れられよう。だのに早く死なずにいて、人に顔向けできるというのか！」と罵倒した。馬超は怒り、姜叙の母とその子を殺した。退路を断たれた馬超はついに涼州を離れ、漢中にいる張魯の下へ落ち延びた。馬超と楊阜が交戦したときには、楊阜の兄弟7人が戦死し、楊阜自身も複数の傷を負った。
張魯は馬超を重用して都講祭酒とし、さらには自分の娘を嫁がせようとしたが、ある臣下に「自らの親を愛せない者が、どうして他人を愛せましょうか」と諫められ、とりやめた。また漢中には、潼関の戦いにおける馬超の敗北を機に、馬超の妾の弟である董种が三輔から移住していた。元日、董种が馬超を訪ねて新年のお祝いを述べると、馬超は胸を叩いて吐血し、「一門がみな、一旦にして命を落としたのに、今われわれ二人で祝おうというのか」と嘆いた。
馬超は張魯に対して何度も派兵を要請し、失地回復を試みた。建安19年（214年）、趙昂らの立て籠もる祁山を馬超が包囲した際、姜叙らより救援依頼を受けた夏侯淵は、「現地から曹操のいる鄴までの距離は往復して4000里（約1740km）であるため曹操からの指令を待っていれば彼らは負けるだろう」と判断し、陳倉狭道を経て進軍した。馬超は羌氐数千人と共に、援軍の先行部隊を率いる張郃を渭水にて迎え撃ったものの、交戦しないまま撤退した。人質の趙月はこの時に殺されたという。

### 劉備への帰服

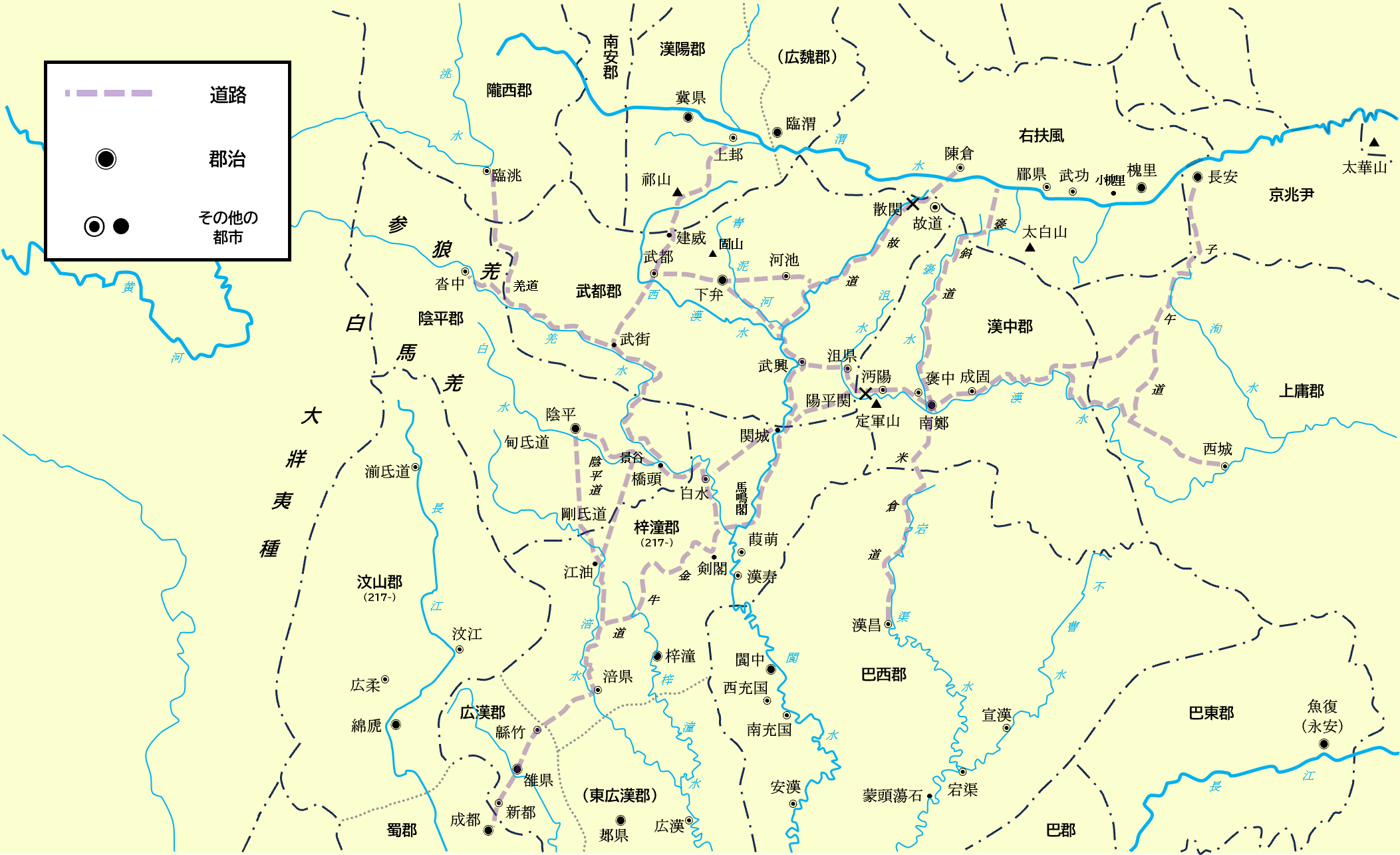
後漢末期の益州と蜀道

#### 成都開城
馬超は張魯に不足を覚え、内心鬱々としていた。また張魯配下の楊白などからは、妬みゆえの排斥を受けていた。そして建安19年（214年）、馬超は武都から氐中へと出奔した。その際、血縁と地縁による生得的保護を利用していたという。時に同年夏、劉備は成都を包囲していた。このことを知った馬超は劉備に密書を送り、降伏を申し入れた。
馬超が漢中にいた頃、劉備は李恢を派遣して馬超と誼みを結ばせていたが、馬超の来降を聞くと「益州を手に入れたぞ」と喜び、人を遣わして馬超を迎えとらせ、密かに兵を補充した。劉備の入蜀は、劉璋軍のしぶとい抵抗によって難航しており、雒城攻略時には龐統が戦死していた。また成都城内には精兵3万と1年分の穀帛があり、包囲下にあってなお士気は高く、抗戦の構えを見せていた。しかし馬超の軍兵が成都城の北に駐屯するや、城内の人々は恐れをなし、劉璋は馬超到来から10日足らずで降伏した。
益州獲得に大きく寄与したことから、劉備は馬超を平西将軍とし、臨沮を治めさせ、改めて都亭侯に封じた。任地である武都郡沮県近辺の沮水流域において、馬超は辺境防衛を担った。また劉備の爪牙（武の重鎮、主君を補佐する人物）として、関羽・張飛と共に名が挙げられた。馬超の帰順を知った関羽は、馬超の才能が誰に比肩するかを諸葛亮に書簡で尋ねたが、関羽の勝ち気な性格を知っていた諸葛亮の「益徳（張飛）と並んで先を争うでしょうが、髯には及びません」という返事を見て大いに喜び、来客に見せびらかした。

#### 隴右平定
馬超が涼州から離れたことで、夏侯淵がこれ以上由々しい抵抗勢力と対峙することはなくなった。そして同年10月、枹罕において独自政権を打ち立てていた宋建が滅ぼされ、その翌年の建安20年（215年）5月、夏侯淵に大敗し西平に退いていた韓遂の首級が、現地の諸将から漢中攻略中の曹操の下へ送り届けられた。こうして隴右は平定されたが、隴右に対する支配体制は実際のところ整わず、漢族・非漢族による反乱が相次ぐ不安定な情勢が曹魏初期まで続いた。
建安21年（216年）に発された、呉将に帰順を迫る陳琳「檄呉将校部曲文」では、曹操の軍事力を誇示するにあたり、これらの抵抗勢力を撃滅したことが雄弁に述べられている。

#### 漢中争奪戦
建安22年（217年）冬、馬超は張飛・呉蘭・雷銅と作戦を共にし、武都に侵攻して東部戦線の主力である劉備軍を援護した。建安20年（215年）7月に南鄭が陥落し、また11月に張魯が曹操に投降したため、漢中はすでに曹操の勢力下にあった。呉蘭・雷銅は陰平から北上して下弁へと進出した。馬超は張飛と共に沮道を経て進軍したが、このとき氐の雷定ら7部族あわせて1万落余りが呼応した。これは馬超の影響力が反映されたものだという。
これに応じて、曹操は曹洪・曹休・曹真を派遣した。固山に駐屯して曹洪らの退路を断とうとする張飛の動きに対し、それを陽動と判断した曹休は、下弁にいる呉蘭を攻撃して撃破した。建安23年（218年）3月、陰平氐の強端が蜀に引き返す呉蘭を殺し、馬超は張飛ともども漢中に退却した。建安24年（219年）1月、夏侯淵が敗死し劉備が漢中を獲得したことで、曹操は、その北進に従って武都氐が関中を圧迫するのを恐れた。馬超や劉備などの反曹操勢力と結ぶ可能性を断つ目的から、張既・楊阜の主導のもと、武都氐は京兆・扶風・天水へと移住させられた。
建安24年（219年）7月、劉備が漢中王を称し、馬超は左将軍・仮節となった。馬超は賓客のような立場にあった。劉備を漢中王に推戴する上表文において、馬超は群臣たちの筆頭に挙がった。漢中王を称するにあたって劉備は左将軍を辞したが、その後任としての馬超の抜擢は、劉備が馬超を礼遇したものだといえる。

#### 蜀漢政権樹立
建安25年（220年）1月、曹操が死去し、黄初元年（同年）10月、子の曹丕が献帝から禅譲を受けて即位した。このとき、献帝が害されたという伝聞が流れた。
章武元年（221年）4月、劉備が帝位を称した。馬超は驃騎将軍・領涼州牧となり、斄郷侯に封じられた。また常璩『華陽国志』によれば、北方において臨沮の監督を担い、戍衛にあたった。馬超には以下のような策命が与えられた。
涼州は蜀漢の国策において重要な位置を占め、また諸葛亮の説いた隆中対では、西方の異民族との連携は要点の一つとなっていた。馬超は蜀漢において、北方（涼州）での働きと西方の異民族に対する影響力に嘱されていた。その所期は策命からもうかがうことができる。また非保有の土地を封じる制度によって、封与者は被封与者の地位を高めるだけでなく、自身の統治が及ぶ範囲を表すことができた。軍事・外交・政治それぞれの面から、とりわけ正統観念のもと、遥領・虚封は三国時代において盛んに実施された。蜀漢にとっての涼州の重要性を踏まえれば、蜀漢における涼州刺史（牧）は実質の伴う重役だったといえる。さらに、益州以外の地域で州牧を務めたのが蜀漢では馬超のみだったことは、彼に対する厚遇の一例とも捉えられる。

### 死去
章武2年（222年）、馬超は47歳で没した。死の間際、馬超は劉備に上疏した。
子の馬承が後を嗣いだ。馬岱は平北将軍まで昇進し、陳倉侯に封じられた。馬超の娘は、後に劉備の息子である安平王劉理に嫁いだ。これらの措置も馬超への優遇を示すという。
景耀3年（260年）9月、威侯の諡号を追贈された。

## 逸話

### 彭羕の放言
益州の名士である彭羕は、傲慢で軽率な性格だった。はじめは劉備に重用されていたが、その野心を警戒した諸葛亮の進言により、江陽太守へと左遷されることになった。内心不愉快に思った彭羕は、左遷される前に馬超を訪ねた。馬超が「卿の才能はずばぬけており、主公（劉備）もたいへん重用なさっていて、孔明（諸葛亮）や孝直（法正）にも引けを取らぬと思っていたのですが、地方の小郡に任じられるとなっては、本望から外れるのではないでしょうか」と問うと、彭羕は劉備を「老革（老いぼれ）」と呼んで罵り、「卿が外に〔軍を〕執り、私が内に〔謀を〕執れば、天下は定まろうものです」と馬超に言った。
流離の身で帰順し、常に危懼の念を抱いていた馬超はこの言葉に驚愕し、黙して答えなかった。彭羕の帰宅後、馬超がその発言を具述して報告した結果、彭羕は投獄された。罪状は謀反扇動と政権転覆である。諸葛亮は名士に対し同情的で、手厚くもてなしていたが、その言動が政権に悪影響を及ぼす場合は厳しく対処した。彭羕は獄中から諸葛亮へ弁明の手紙を送り、「老革」は酒席での失言であると弁解して、「内だの外だのと言ったのは、孟起（馬超）に北方で功を立ててもらい、主公のために尽力して、共に曹操を討とうというだけの話であり、他意はありません。孟起の告げたことは事実ですが、彼は言葉の真意を汲み取れておらず、心を痛めるばかりです」と述べたが、最後には処刑された。

### 関張の牽制
『山陽公載記』によれば、馬超は、劉備からの待遇が厚いのをいいことに、常々劉備を字で呼んでいた。関羽はそれに怒り、馬超の殺害を申し出た。劉備が「彼は切羽詰まって私のもとに来たのに、字で呼んだからといって殺したら、天下に示しがつかないだろう」と取り成すと、張飛が言うには「ならば、礼儀というものを見せてやろう」。翌日の宴会で、関羽と張飛が彼らの席におらず、刀を携えて劉備の側に起立しているのを見た馬超は驚き、字呼びをやめた。その翌日、「私は今、敗北の所以を悟った。主人の字を呼んだがために、あやうく関羽と張飛に殺されるところであった」と嘆じ、それ以降は劉備に敬意を表して仕えるようになったという。
しかし『三国志』の注釈者である裴松之は、この逸話について論難している。
- 窮していたところで劉備に帰順し爵位も授かった（＝臣従を受け入れた）馬超が、主君を字で呼ぶほど傲慢に振る舞うとは考えられない。
- 入蜀時には荊州の守りについていた関羽が益州に行ったことはなく、それゆえ諸葛亮に手紙を送ったというのに、関羽が益州にいて張飛と共に立っていることなどあり得ない。
- 人はある行為をしようとする際、その可否を承知した上で実行するのだから、馬超が仮に劉備を字で呼んでいたならば、そうしてもよいと判断した謂れがある。
- 関羽と張飛が武装して直立しているのを見ただけで、関羽の建言を知らない馬超が事態を悟るのはおかしい。

以上の4つの観点から、裴松之は逸話の信憑性を強く疑問視している。この馬超の逸話は、現代においても史料的価値には疑いの余地があるとされる一方、人物描写をはじめとするその文学性を評価されている。

## 背景

### 後漢以前の涼州
涼州と呼ばれる地域は本来、古来より続く羌の居住地であり、紀元前3世紀に匈奴が河西回廊に侵入して以来およそ80年間、匈奴の支配下にあった。中国の版図に入ったのは前漢の武帝の時代、元狩2年（紀元前121年）においてである。この併合は、匈奴を河西および羌から切り離すのを目的とした対匈奴戦争の副次的事業であり、軍事拠点の建設および統治制度の維持がその支配方針となった。元狩4年（紀元前119年）の徙民によって涼州における漢族の割合は増加し、また元鼎6年（紀元前111年）に漢族が大規模に移住したことで、漢・羌両族間の交流は必然的に生じた。
羌の風習では、寡婦となった継母や兄嫁を娶り、君臣関係を築かずに強者を立てる。さらに、父母が死んでも泣くのを恥とするといわれた。匈奴侵入の際、羌は文化的親和性から漢族よりも匈奴に近づいたというが、匈奴は孝心に乏しいとされていた。また河西回廊に残留した月氏は匈奴や羌と同化し、加えて他の北方遊牧民社会も羌と似通った風習を持っていたようである。以上に挙げた羌をはじめとする非漢族の風習は、主要な人間関係とされる五倫や、父母の死に対する三年の喪、哭礼といった服喪儀礼などを是とする中原の儒教倫理にはそぐわない。地域・気質・文化などに見出されたこれらの差異は、華夏が夷狄を下位に置く根拠となっていた。

### 涼州をめぐる紛擾

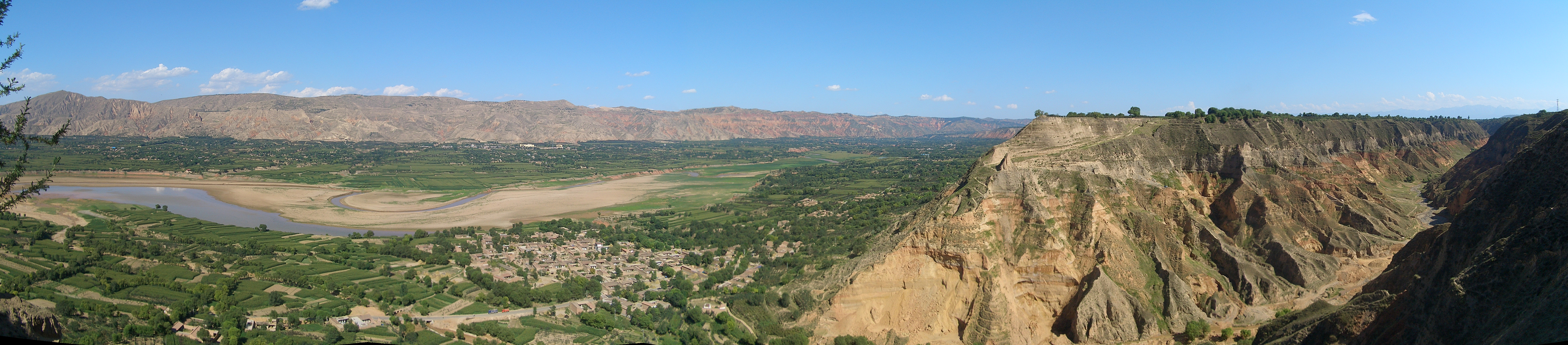
涼州に分布する黄土高原は農耕に適していた。

後漢王朝における涼州では、漢族と諸羌との衝突が頻発していた。前漢時代、農牧に従事する羌の所有地を漢族が奪い、山岳地帯など他地域への移動を強いたことに由来する両族間の軋轢は、根本的解決のなされないまま後漢に引き継がれた。後漢において、羌は漢族にとり異民族の中でも最たる脅威であった。羌への武力行使が連年実施され（漢羌戦争）、その戦費は莫大なものとなった。羌の監督を担う護羌校尉を設置するなどといった融和的な政策も講じられたが、管理不行届が生んだ事実誤認や度重なる官員交代による政策方針の不統一、さらには羌の民族性への無理解により、効果的統治はなされず、かえって対立を悪化させた。なお余英時は、動乱の誘因を漢の地方官吏による失政と搾取とする主流の学説を認めつつも、さらなる早期要因として、羌の人口爆発および漢人の「蛮夷化」（後述）という趨勢を指摘している。
羌は地域区分に則り、隴西・漢陽・金城（外郡）における西羌、安定・北地・上郡・西河（内郡、中国内部）における東羌という区別がなされていたが、後漢中期以降の混乱によって涼州は「外域」に等しい地域と化し、そこへ移された羌も「外側」に属する存在となった。後漢中期においては、羌の動乱が三輔にまで及ぶ事態となり、涼州・三輔の人口流出が進んだ。2世紀半ばにおける、河西回廊沿いの地域を除いた涼州東部の戸籍登録人口は、前漢末期の460万人超から、その1割にも満たない35万人弱まで減少した。長期間の戦乱による涼州の過疎化は豪族の没落や人士の排出数減少を招き、朝廷における涼州勢力の政治的影響力は弱まっていた。またいずれも不受理に終わったとはいえ、統制の難航から、華夷の交流を地理的・文化的に断つことで「羌患」を免れようとする涼州放棄論も複数回にわたり唱えられた。
隴右に割拠する群雄が台頭した起因には、羌の内徙を通しての文化的・社会的変容および軍権掌握がある。後漢初期において、司隷・涼州に本貫を置き羌対策に深く関わった馬援などの外戚勢力は、討伐した羌を内地に移住させて兵力・奴婢として運用し、自らの勢力を強めていた。反乱鎮圧に伴う強制移住により、関隴地区における羌の人口は増加の一途をたどった。また関東諸将による対羌戦争での戦績は芳しくなかったが、朝廷は涼州勢力の席巻を恐れ、長らく起用していなかった。しかし元初2年（115年）から羌胡を中心とした涼州兵を導入し、次いで土地勘のある涼州の武将も起用するに至った。辺境である涼州において、地方官吏の内政や羌胡兵による軍隊編成の要請などといった朝廷発の政治現象の成否には、地元の有力者の承認や協力の有無が大きく影響した。朝廷と利害を共にした隴右勢力は勢いを取り戻していった。

### 涼州軍閥の台頭
後漢後期の隴右勢力は、官職の有無に関わらず、人格的な関係に基づいて非漢族と交流し、それに由来する軍事力を得た。西北地方での躍進には、族的背景以上に個人的能力の有無が強く影響したと考えられる。馬騰・馬超父子が関隴に割拠する一大勢力となったのは辺境民族の支持を得ていたことが関係している。隴右勢力は朝廷と異民族兵とを媒介する役割を担った。しかし異民族統御および軍事力提供の属人化により、異民族に対して影響力を持つ人物の存在は現地の漢族社会を動揺させるだけでなく、王朝からも危険視されかねなかった。董卓の兵権を弱めようとした霊帝に対し、董卓がそれを回避する口実として羌胡兵の言い分や性格を挙げたことや、韓遂たちが曹操と会談した際にその様子を見ようとひしめく「秦胡」と呼ばれる人々、張郃を迎撃した際の馬超軍などが示すように、涼州軍閥はその兵力を羌に依拠するところが非常に大きくなっていた。董卓・韓遂・馬超ら関隴諸将は、羌胡・群盗・軍閥入り乱れての武力衝突が絶え間なく生じる涼州で育ち、やがて関中を席巻したが、彼らの根幹をなしたのは羌胡との不可分な関係だった。
後漢末期の涼州軍閥は、董卓を筆頭に、行動規範や風俗の「羌胡化（羌化・胡化）」について多く論じられている。雍州・涼州地区の住民は戦国時代当時から、性格や風俗が異民族に近いと認識されていた。『漢書』によれば、山西・関西は非漢族との地理的な近さゆえ勇猛な者が多く、優れた武人を輩出することで評判だった。天水・隴西は漢・羌が雑居する地となっていたが、後漢時代になると、社会状況の悪化に伴い、社会階級の底辺層では生活を保持すべく両族の結びつきが強まる傾向が生じた。後漢末期における異族交流の例証としては、先述した羌兵の編入のほか、羌との通婚現象が挙げられる。馬平が羌の娘を娶ったのは、困窮した民衆には羌と結婚する選択肢もあったことを示しており、胡漢交流の一形態として認められる。その子である馬騰は出自・環境において羌と強い関わりを持ち、孫の馬超もまた非漢族と深く結びついていた。彼らの家族背景は羌胡から支持される一因でもあった。西北地方の武人たちは非漢族との接触を経て、彼らが「涼州人」であるという認識を自他ともに抱くようになった。涼州軍閥はその地域的異質性のみならず、異族交流を経て獲得した民族性、すなわち民族構成および文化面における非漢族性という特質をも備えていた。
しかし、漢人の「羌胡化」は中原の人々にとって歓迎すべき現象ではなかった。「羌胡之種（羌胡の出身）」という言葉は、董卓に対する罵倒として用いられた。また李傕は「辺鄙の人間で、夷狄の風習に染まっている」と蔑まれた。また中平元年（184年）の隴右叛乱の際、涼州刺史として赴任した扶風人の宋梟は「涼州は学に乏しい」と述べ、人々に経書の一つである『孝経』を学ばせるべきだと主張したが、この発言は、涼州の人間が当時の中国の文化基盤から遠ざかっていたことを示唆しており、一部の士大夫からの軽蔑をうかがわせるものでもあった。また関東の士大夫層の認識において、西北地方の人間は彼らと同じ集団に属する存在と見なされていなかったという。

### 「羌胡化」の帰結
涼州軍閥による文化融合は、前漢以来朝廷を悩ませ続けた漢・羌両族間の摩擦を緩和させた一方、破壊・略奪行為などといった羌の社会的慣習を認可したために、中原進出に伴い狼藉が目立つようになった。王朝からの報酬が見込めない際、統率者は異民族兵に実力行使を許し、彼らの不満を解消していたという分析もある。過度な「胡化」は、本土の中国人の恐怖に基づく反感や拒絶を呼ぶ。涼州軍閥の暴力性は後漢王朝を衰亡へと導いたばかりか、当時の伝統的道徳観・文化観に基づけば「非文明的」なその挙動が各地で士大夫からの反発を招き、さらに董卓死後における軍閥間の内紛も重なった結果、隴右勢力そのものの滅亡にも繋がった。
涼州軍閥の衰退については、団結力に欠け、協力と離反を繰り返す性質が影響を及ぼしたとも言われる。隴右勢力は各々が小規模な集団を形成しており、関中進出などといった共通の目標をもとに結束して、比較的有力な者を全体の統率者として擁立するという行動をとるために、集団群は分散的であり、首領の地位も不安定だった。このような性質に加え、異民族兵を満足させて離散を防ぐ必要があった以上、体制の維持は難しかった。馬超の場合、涼州での反攻においては非漢族の武装勢力を動員し、頑強に抵抗したものの、先代から続く戦力の分散や政治的結合の弱さが災いして、勢力の確立には至らなかったという。
馬超もまた涼州軍閥の流れを汲む一人として、祖母から引く羌の血統と、羌の多く住まう隴右という環境による「羌胡化」の影響を指摘されている。朱子彦によれば、馬超は「羌胡化」を経て、礼や義、孝といった概念を当時の一般的な漢族のようには尊ばなくなり、家族間の愛情や共通の利益を優先して考える傾向が弱かったため、一族を人質に取ることは抑止力たり得なかったのだという。しかし、馬超がもし入朝した馬騰らの身を顧みるならば、割拠を放棄して曹操に臣服せざるを得ない一方、親族を見放すならば、忠孝の道を失って曹操に道義的優位を与えることになる。馬超のいかなる選択も曹操に利する仕儀となるため、曹操による人質の徴発は結果的に功を奏したともいえる。さらに、忠孝理念の軽視は道義に悖るとして強い反感を買い（→「評価」を参照）、馬超は同時代の人士からの支持を得ることができなかった。また謝偉傑（ウィッキー・W・K・ツェー）によれば、涼州を追われた馬超の流離は、後漢時代の西北地方において興隆した軍事エリートの最後の世代の終焉を表すものだった。

## 評価
馬超に対する評価は毀誉褒貶が相半ばする。群を抜く勇猛さが賞賛されるが、行動や徳性はしばしば非難の的となる。一方で、馬超の挙動の発端は曹操の作為によるものであり、当時の人々が加えた倫理的非難はあまり公平とは言えないとの見解もある。また、非漢族との連携という強みやその軍事的意義に着目して評価する向きも見られる。

### 同時代の評価
- 荀彧：袁紹との対決以前、関中の動静を憂う曹操に対し「関中の将帥は十を数えますが、結束することはできず、ただ韓遂・馬超が最も強いのです」と評している[511][512][注釈 69]。
- 周瑜：馬超・韓遂を曹操の後患と見なし[515]、建安15年（210年）、益州攻略について「奮威（孫瑜）と共に蜀を取り、蜀を得たらば漢中を併合し、奮威を留めてその地を固守させ、馬超と誼みを結んで連合しとうございます」と孫権に提言している[516][517]。
- 王商：「勇あれど不仁、利を見て義を思わない人物であり、唇歯となるべきではありません」と評して馬超との連盟に反対し、「益州は、その国土はうるわしく民は豊かで、貴重な物品も産出する場所であるからして、狡猾な者が襲わんとするところであり、馬超らはそのために益州に接近するのです。もし彼を近づけるならば、虎を養いて自らに患いを遺すこととなりましょう」と、劉璋を諫めている[518][519]。
- 楊阜：曹操への諫言で「馬超は韓信・黥布のような武勇を持ち、羌胡の心を甚だ得ています。西州（涼州[520]）は彼を恐れております」と述べる[521]。また「父に背き、主君に叛き[注釈 70]、州将（刺史[221]）を虐殺した」、「強いが不義である」と非難している[54][523]。
- 諸葛亮：関羽に宛てた手紙で「孟起は文武の才を兼ね備え、人並み外れて雄烈、当代の傑物であり、黥布・彭越のともがらです」と評している[281][524]。またその書中では馬超を張飛と同列に扱ったが、黄忠を後将軍に据えようとした劉備に対しては「黄忠の名望は関羽・馬超と並ぶものではありません」と、関羽と併せて言及している[525][526]。
- 楊戯：『季漢輔臣賛』において、「驃騎（馬超）は奮起して、合従連横した。三秦（関中[527]）にて事を始め、黄河・潼水を占有した。思惑は朝廷を宗とするも、時には離反し、時には同盟し、敵がその隙に乗じたことで、一族は滅び軍勢も失われた。道に背き徳に反したが、龍鳳（劉備[528]）に身を託し縋った」と評している[529][530]。

### 後世の評価

#### 中国における評価
- 西晋の陳寿：「馬超が戎を恃み武勇をよすがとして、一族を破滅させたのは、惜しいことだ。窮地から安泰へと至ることができたなら、まだ良かったのではないか」と評している[509][531]。
- 潘岳：『西征賦』と題する賦において、朝廷（曹操）に対し叛乱を起こした馬超を、韓遂と共に「大憝（大いなる悪人[532]）」と呼んでいる[533][534]。潘岳から見れば、馬超たちは国家や民にとって有害無益な臣下であり、後世への戒めとして機能するだけでなく[535]、自身の高尚潔白な理念と反するために、軽蔑の対象でもある[536]。作中で同様に糾弾される人物として、李斯、趙高、蕭望之などがいる[536][535]。
- 東晋の孫盛：馬超が父に背いたことを、家族よりも利益を優先した残酷極まる行為であるとし、人質を取ることの無意味さを表す例として挙げている。その類例として、降伏せねば実父を釜茹でにすると項羽に脅された際に「煮殺すならその羹を私にも分けてくれ」と答えた劉邦[注釈 71]や、長子を人質に出した後に反逆した隗囂が列記されている[508][539]。
- 唐の戎昱：顔真卿が李希烈に殺されたことを受けて「聞顔尚書陷賊中」を書き[540]、「よく蘇武の節操を保ち、馬超の勲績を受けなかった」と詠んでいる[541][542][注釈 72]。
- 晩唐の李商隠：「為李郎中祭舅竇端州文」という祭文において、「許靖は他郷において、名を馳せども禄を得られずにいた。馬超は色（面持ち）を正して、〔功を〕歌うべきところを、かえって〔一族の破滅を〕哭した。どうして善には何の拠りどころもなく、災いが降りかかるのはひどく速いのか！」と書いている[545]。
- 南唐（五代十国時代）の徐鉉：祖先が扶風人だという馬仁裕（中国語版）の神道碑に、扶風馬氏の系譜に連なる人物として、伯益・趙奢[注釈 73]・馬融と共に馬超の名を挙げ、「万邦が治まることで[549][550]、伯益には禹を補佐するという功があった。〔馬服君への〕受封と民を授かることで、趙奢には秦を却（しりぞけ）るという功があった[551]。公侯〔の子孫〕は必ず〔元の公侯に〕復（かえ）るというように[552][553]、関西は孟起の威に靡いた。文武〔の道、〕未だ〔地に〕墜ちずというように[554][555]、南郡は季長（馬融）の徳をこうむった[556]。〔これらの事績は〕譜牒に存在しており、〔そのことは〕言を俟たない」と記している[557]。
- 南宋の陳亮：「関西諸将は皆恐るるに足らず、恐るべきは馬超ただ一人である」と述べ、馬超が領地に独り留まったことは曹操にとっての養虎の患いだとする。そして「馬超が〔曹操の招きに応じて〕就任してしまえば、関西諸将など物の数ではない。袁煕・袁尚が平らげられた今、強兵が西に向かうとなると、その風向きを理解した諸将はこちらに合流する、すなわち、韓遂らはあえて刃向かおうとはしない。たとえ叛いたとしても、これを破るのはたやすいことだ」と、関西平定における馬超の重要性を説いている[558][559][注釈 9]。
- 元の郝経：「馬超父子は西州随一の勇者だったが、韓遂と共に跳梁して寇（あだ）しては、三輔を荒廃させ、漢王朝を損なった」と、董卓と併せて漢王朝衰退の一因と見なす[508]。また「一門が皆誅され、凋落すれども悔いず、勇はあれども義は無く、君子はこれを嘆くのである。しかるに、潼関の戦いにおいて曹操はあわや命を失うところと相成り、孤剣にて帰順するや関羽・張飛に列したからには、馬超もまた豪傑ではないか」とも評し、曹操を追いつめたことで改めて「当代の雄」だとしている[560]。
- 清の徐鼒：「聖人の大公無私の心は、先聖（舜）も後聖（文王）もみな揆を一にするという[561]。趙苞の〔鮮卑に拉致された母親を顧みなかった〕不孝の義を執り、馬超の父に背いたという条理で律するというならば、敝蹝（へいし。破れた草履[562][563]）を棄てるように〔天下を捨てて有罪の父と共に逃げ〕、大舜も海辺で暮らすことになる。〔項羽の脅しに対する〕羹の分け前のことでは、漢祖（劉邦）も〔父を〕俎上に置くことを忍んだ。英雄の為すことは、聖賢の精神ではないのだ」と記している[564][注釈 74]。
- 清末民初の盧弼（中国語版）：「馬超は武勇に優れ、羌胡を手懐けていたが、隴右の軍衆を兼有し、さらに張魯の援助も得ているとあっては、向かうところ敵なしといえよう」と評価する一方、「〔韋康は絶望的な情況の中で〕無辜の吏民が死んでいくに忍びず、心苦しくも和睦を求めたのであり、その情況は諒解できる。馬超は残虐とはいえ、〔さらに〕約に背いて韋康を殺害し、また楊昂の手を借りて、殺戮をほしいままにしてしまった[注釈 23]。だから韋康の死後、吏民は怨恨を抱き、姜敘の母や趙昂の妻は両者とも忠義の心を奮い、皆が故君のために復讐したのだ」とも述べている[567]。
- 易中天：関羽の書状に対する諸葛亮の対応について、「馬超は投降してきたばかりで、まだ不安な心理状態にあり、高い評価を与えて安心させることが不可欠であった。まして馬超はもともと有能な才能の持ち主であり、どうして低く評価するなどできようか」と述べている[568]。

#### 日本における評価
- 井波律子：「強権に屈服しない反発力の強さ」[569]が特徴であるとし、「曹操をキリキリ舞いさせた戦いぶりの壮烈さには、他に類を見ないものがある」[570]と述べる。またその性格については「剛勇無双ではあるが、二代目のためか、やや単純で傲慢なところのある性格」[571]だといい、馬超の長所・短所は表裏一体だったのだろうと語っている[572]。さらに、劉備への帰順後に目ぼしい活躍が見られなかったのは、劉備の古参の配下たちと比較した際の立場や意識の違いが影響したのではないかとも推測している[572]。
- 満田剛：馬超の動向の背後に見られる羌・氐・板循蛮の存在を指摘し、馬超と西北地方の非漢族とのつながりが、曹魏による隴右統治の不安定さも相まって、諸葛亮の軍事政策に貢献しうるものだったと分析している[573]。
- 飯田祥子：曹操が馬超の人質を即座に処刑せずにいたのは、関係修復を視野に入れた懐柔の姿勢を示すものだとする[574]。それは、馬超をはじめとする隴右勢力が「敵対を避けたい有用な軍事協力者であり、厚遇し勢力を温存するだけの価値があった」ためだという[574]。また馬超が異民族兵を率いた背景には人格的関係に基づく異民族側からの軍事的協力があったことから、異民族統御の役割を担う存在としている[448]。
- 関尾史郎：後漢末期に起きた隴右叛乱の最終段階における氐の参戦について、馬超の急速な勢力拡大が最大要因であると解している[575]。

## 祠墓

### 三馬祠
陝西省咸陽市楊凌示範区五泉鎮畢公村に存在し、馬援・馬融・馬超の三人を祀る。『扶風県志』によれば、飛鳳山にあり、本来は馬援のみを祀る祠だったが、康熙57年（1718年）、修築を経て馬融・馬超も共に祀るようになったため、「三馬祠」と称された。

### 馬超墓

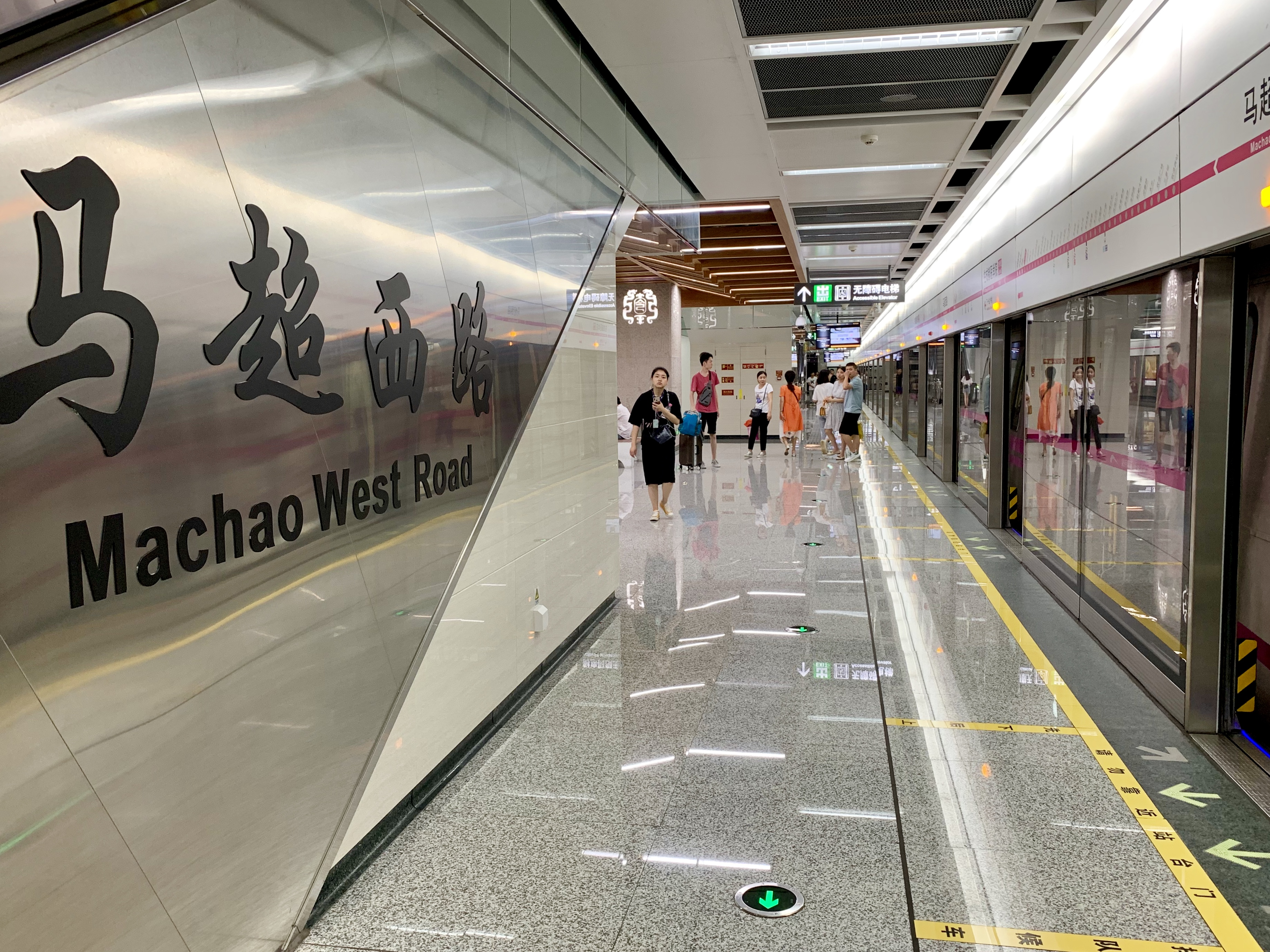
馬超西路駅ホーム（成都地下鉄3号線、2019年）

馬超墓には主要なものが複数存在する。
新都県の墓所（北緯30度49分00秒 東経104度10分01秒 / 北緯30.816550度 東経104.166914度）
明の時代、四川按察使の楊瞻、成都知府の王九徳、県令の邵年斉が、墓の湮没を恐れ、墓前に碑を建てた。雍正11年（1733年）、邑令の陳銛が墓の四隅に石を設置して区画を設け、墓域より内側での採樵と耕作を禁じた。陳銛はこれらの経緯について記録した「故征西将軍馬公墓碑記」と題する文書を『新都県志』に載せている。道光17年（1837年）には、知県の張奉書が墓域を測量して3.174畝とし、墓の周囲に柏を植え、塀を作り、墓守を設置して、春秋に墓参りをした。さらに「漢故征西将軍馬公諱超字孟起之墓」という明代の墓碑を改めて建てた。宣統元年（1909年）、四川提督の馬維騏により立派な社殿が建てられ、「漢驃騎将軍領涼州牧斄郷侯諡威侯馬公墓誌」という墓碑も新たに作成された。文化大革命の際に破壊されたため、馬維騏による墓碑と撰者不明の「征西将軍馬超墓碑」の2つの石碑のみが現存する。石碑は1987年に新都の桂湖公園にある碑林に移され、安置されている。墓址の周辺区域を通る道路は馬超西路・馬超東路という。県内重要文物遺址（1987年）。

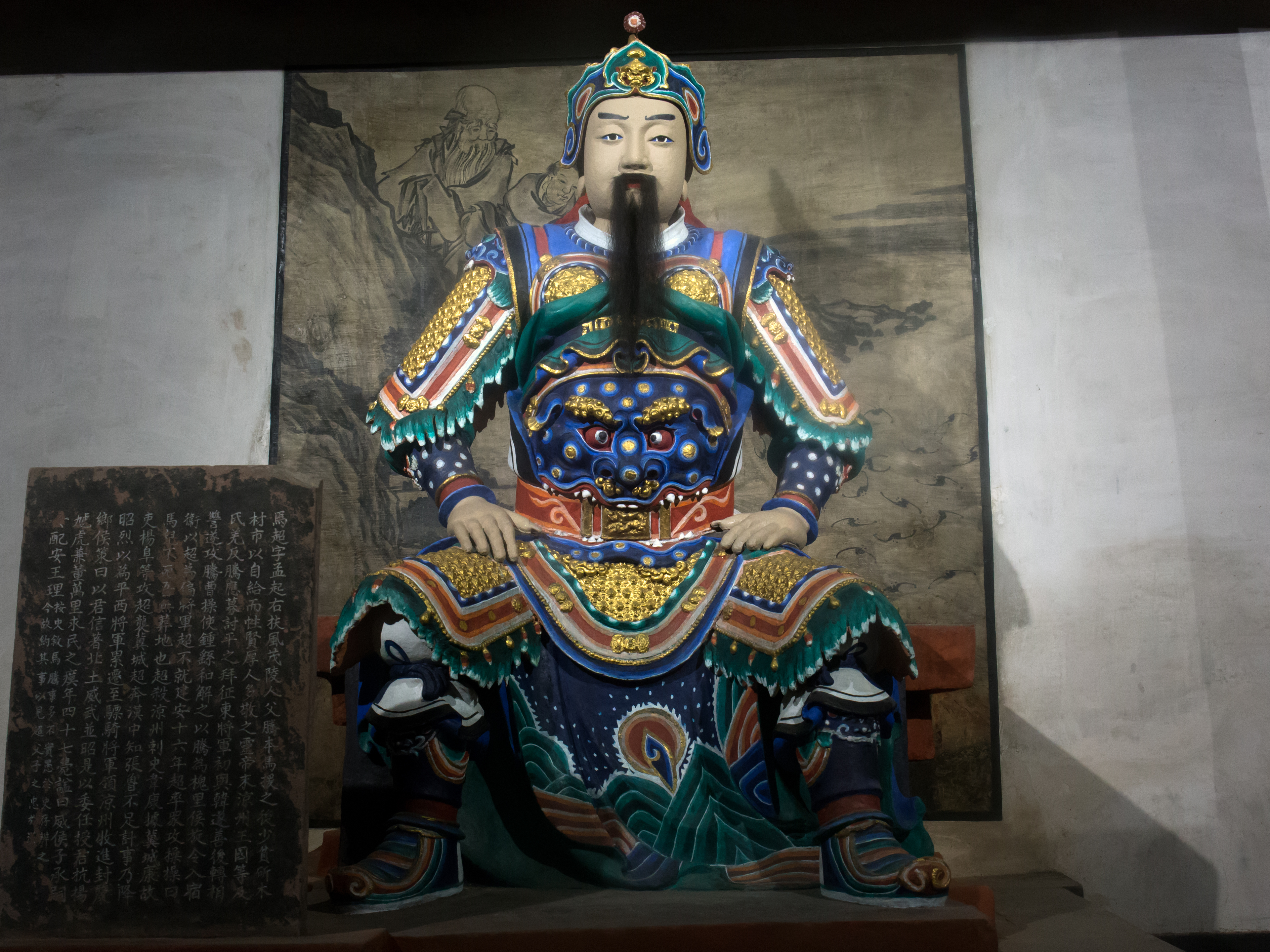
成都武侯祠の馬超像

勉県（沔県）の墓所（北緯33度09分09秒 東経106度38分26秒 / 北緯33.152635度 東経106.640650度）
万暦35年（1607年）に著された祁光宗『関中陵墓志』および清代の畢沅『関中勝蹟図志』によると、建興5年（227年）に諸葛亮が沔陽を訪れた際、自ら祭祀を行ったという。また『古今図書集成』によれば、諸葛亮は馬岱に命じて、喪服を掛けさせたという。乾隆41年（1776年）、兵部侍郎・副都御史・陝西巡撫の畢沅により「漢征西将軍馬公超墓」という碑文が制作された。嘉慶年間には知県の馬允剛が詩を献じた。民国17年（1928年）、馮玉祥は馬超を偲ぶ聯詩を詠み、それを刻んだ「馮玉祥為馬超祠題聯」碑が作成された。墓域は漢恵渠という水路を挟んで前院と後院の2つの区域に分かれており、その間に風雨橋と呼ばれる橋が掛けられている。民国24年（1935年）、漢恵渠の修復時に馬超墓も開削されたが、甬道から一振りの鉄刀が発見され、墓の内部に暗器があるのではないかと恐れられたため、再び封印されたという。2014年には作家の馬伯庸が紀行文を執筆している。馬超墓の周辺には、最古にして皇帝の詔のもと建てられた唯一の武侯祠である勉県武侯祠や女郎祠（張魯の娘の墓）がある。省級文物保護単位（1992年）。

## 後世における受容

### 『三国志平話』
『三国志平話』（以下『平話』）は、元代の至治年間に成立した『全相平話』という歴史講談集のうちの一つである。誤字の多さと、史実に対する注意の希薄さが特徴である。物語は蜀漢を中心に語られ、「擁劉貶曹」思想を主題とする。そのため、それを際立たせる描写が多数表出しており、馬超が曹操を何度も窮地に陥れるのはその一例である。また『全相平話』の他作品とは異なり、人物描写の重点が装身具から相貌へ移行し、登場人物がより生気を帯びているという特徴を持つ。また特異な風貌を持つ人物の所属は蜀漢に集中している。なお、馬超挙兵と馬騰誅殺の時系列を前後させるという改変は、元代の雑劇や『平話』の時点ですでに見られる。このように因果関係を逆転させた物語は、民間層において広く伝わっていたと考えられる。

#### 『平話』における事績
- 馬騰の長男であり、馬岱はその次男になっている。3人とも万夫不当の勇を持つと評判で、賈翊（賈詡）は劉備に対抗し得る勢力として「馬滕（馬騰）は諸葛亮、馬超は関羽、馬大（馬岱）は張飛への対策となり得るでしょう」と述べている[612][613]。容姿については「生きた蟹のように青ざめた顔、明るい星のような目」と描かれる[注釈 79]。武器として長槍を用いるほか、弓の名手でもある[615][注釈 80]。

- 平涼府節度使の馬騰は、曹操に呼び出されると「もし私が死んだら、曹操を殺して仇を取ってくれ」と息子たちに言い残して発つ。そして、献帝に謁見した際に曹操を除くよう暗に進言したことにより、曹操に一族ごと殺される。
- 馬騰および一族誅殺の知らせは、従僕から馬岱に、そこからさらに馬超へと伝わる。嘆き悲しんだ馬超は、辺章と韓遂から1万の兵を借りて挙兵する。そして平涼府の西に陣営を構え、喪服を纏って戦場に立つ。馬超軍の攻撃に曹操軍は手も足も出ず、馬超と戦った夏侯惇が射殺されかける。曹操は長い髭を目印に追われ、命からがら逃げのびるものの、動転するあまり食事も喉を通らない。
- 次々に勝利を重ねる馬超軍が渭水の東南に布陣してから数日後、婁子旧（婁子伯）と名乗る道士が馬超のもとを訪れる。「馬岱に1万の兵を率いさせ、まずは長安に赴いて献帝を救い、曹操の家族を殺しなさい。それから曹操を殺しても遅くはない」という彼の献策を、馬超は回りくどいと言って退ける。すると婁子旧は曹操軍の陣営に足を運び、辺章と韓遂に賄賂を送れば敵軍を退却させられると曹操に進言する。この献策によって馬超は軍勢のほとんどを失い、張魯の下へ逃げ去る。
- 劉備軍と対峙した際には魏延と矛を交える。諸葛亮が伊籍を派遣するや投降し、定遠侯に封じられて五虎将軍の一員となる。荊州にいた関羽は、馬超の封侯とその武勇に対する賞賛を聞いて不満を漏らすが、諸葛亮から受け取った手紙を見て機嫌を直す。
- 陽平関に侵攻する曹操軍の対処に立候補し、諸葛亮から策を授かるものの、飲酒が原因で敗北し、陽平関を張遼に奪われてしまう。諸葛亮と顔を合わせないよう密かに逃走するが、敵軍に出くわすたび、曹操を散々に叩きのめしている。
- 劉備が仇討ちのため呉に出兵した際には、剣関（剣門関）の守備を任されている。そして、呂蒙と対峙する諸葛亮を関平と共に援護したのを最後に、物語から姿を消す。

### 『三国志演義』
元末明初に成立した小説『三国志演義』（以下『演義』）において、馬超は「冠の玉のような顔、流星のような眼、虎の体に猿の臂、彪の腹に狼の腰」を持ち、「生まれつき白粉を塗ったように色白、唇は紅をさしたよう」で、「獅子のかぶとに猛獣をあしらった帯、銀の鎧に白い戦袍を身につけている」美将であり、その非凡な風采から「錦馬超（きんばちょう）」と称えられている。その白さは、容貌だけでなく服装や装備によっても強調される。白は中国において喪服に使用される色であるため、着用する白袍は馬超が弔い合戦に臨んでいることを表すが、ここでは白を西方の象徴とする五行思想も反映されていると思しい。井波律子によると、『演義』で容姿端麗に描かれる代表的な武将として呂布・馬超・周瑜が挙げられるが、この3人はいずれとも曹操と対立した点で共通している。特に呂布・馬超は史実において武勇を讃えられ、かつ曹操を窮地に追いやった強さを持つことを前提とし、そこにエキゾチシズムが加わったことで、容姿の美しさが描写されたと考えられる。馬超の場合、馬騰の容姿に関する「面鼻雄異」という史書の記述から派生した可能性もあるという。
馬超は作中でも屈指の武勇を誇る武将として登場し、「人並み外れて雄烈」な面がひときわ強調されている。この単純化により、曹操の「馬の小僧が死ななければ」という言葉は、馬超の戦略眼の鋭さに対する恐れの発露ではなく、馬超軍に大敗した後に馬超の勇壮な姿を観察しての独言となっている。また許褚や張飛との一騎討ちは、単に場面を盛り上げるだけでなく、「虎将を描くとき、〔その相手に〕懦弱な者を用いて造形するよりも、勇ましい者を用いて造形することで武勇を実感するほうがよい」という理論に則り創作されたものである。『演義』においては、作品の主題の一つにして伝統的な国民感情でもある「擁劉反曹」思想が前提とされるが、その思想をより鮮明なものとすべく、このような馬超などの人物の勇猛さを引き立てる工夫がなされる。
『演義』における馬超の事績は『平話』と同様に、様々な改変が全般的に加えられている。作中の馬超は『平話』から継続して、曹操を貶める手段として機能している。また『演義』は『平話』と比較して史実に近いとされるが、馬超の形象に関しては、史実に全く反する「虚構」の存在といえる。改変の代表例である因果関係の逆転には、中国の伝統的な倫理観から大きく逸脱する馬超の行動を「是正」し、より英雄たるにふさわしい存在として物語に配する意図がある。さらに、蜀漢に仕える人物であるために擁護がなされているという面もある。そして馬超を美化する過程には、その父である馬騰の人物造形の変化も含まれている。『演義』の馬騰は反董卓連合軍に名を連ね、献帝の発した曹操誅殺の密勅にも漢の忠臣として参与し、死亡時にはその忠烈を讃える詩すら登場する。毛宗崗の編纂した『演義』（毛宗崗本）において、馬騰の遺志を継いだ馬超は忠孝の体現者である。改変を経て、不孝な叛将から忠孝を尽くす悲劇の英雄へと変貌を遂げた馬超は、父子ともども人々の共感と称賛に浴し、その芳名を語り継がれた。

#### 『演義』における事績
- 長安を占拠した李傕一派と馬騰・韓遂軍が対峙する中、17歳の馬超は敵将の王方を討ち取り、李蒙を生け捕るだけでなく、馬騰らの敗走時にも殿を務め、追撃する張済を退ける。袁紹陣営の残党勢力である郭援らとの戦いは採用されていない。
- 孫権討伐を目論んだ曹操は、後顧の憂いを断つべく、西涼太守の馬騰を許昌に召し寄せての謀殺を図る。馬騰は馬休・馬鉄・馬岱を連れて都に向かうが、黄奎との曹操暗殺計画が発覚し、息子2人もろとも殺されてしまう[注釈 86]。涼州に留まっていたため難を逃れた馬超は、唯一逃げ延びた従弟の馬岱と共に、復讐のために兵を起こす。

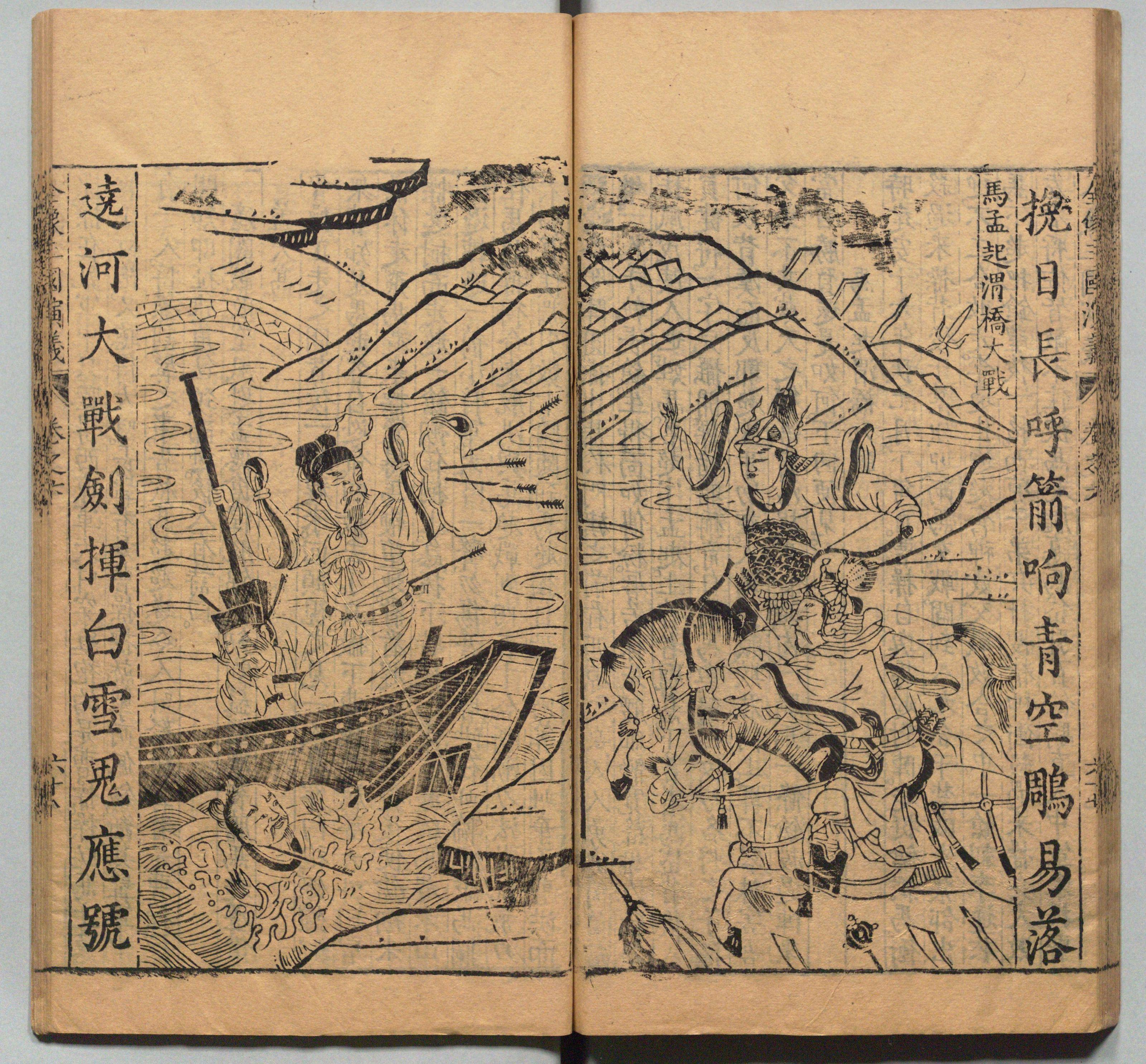
許褚が庇う曹操（左中央）に矢を放つ馬超（右上）

- 馬超は、韓遂およびその8人の部将[注釈 87]と共に20万の大軍をもって長安に攻め寄せ、陥落させる。潼関の戦いでは、于禁・張郃を次々に退け、李通を刺殺し、曹操を猛追して討ち取る寸前にまで及ぶ[注釈 88]。戦役半ばでは許褚がしかけた一騎討ちに応じ、死闘を繰り広げる。しかし離間の計によって馬超以外の9人全員が曹操軍に寝返り、それに激怒した馬超は、楊秋にそそのかされて降伏を選んだ韓遂の左手を切断し、梁興・馬玩を斬殺する。その後曹操軍に包囲されながら孤軍奮闘するも、馬を射られて落馬したところを龐徳と馬岱に助けられ、隴西まで逃走する。
- 涼州で再起した馬超は、降伏した韋康とその一族40人余りを殺害する。その後、楊阜らが歴城で反乱を起こし、その鎮圧から一旦戻ってきた馬超は冀城から締め出され、同時に彼の妻子たちが公開処刑される。馬超はそれを見て失神するが、夏侯淵軍の到来により南へ逃げ、その途上で歴城の住民を殲滅し、姜叙の母を手にかける[注釈 89]。同時に、尹奉の家族および本人と王氏（王異）を除いた趙昂の家族を皆殺しにする。そして夏侯淵の追撃を受け、馬超の軍勢は壊滅する。

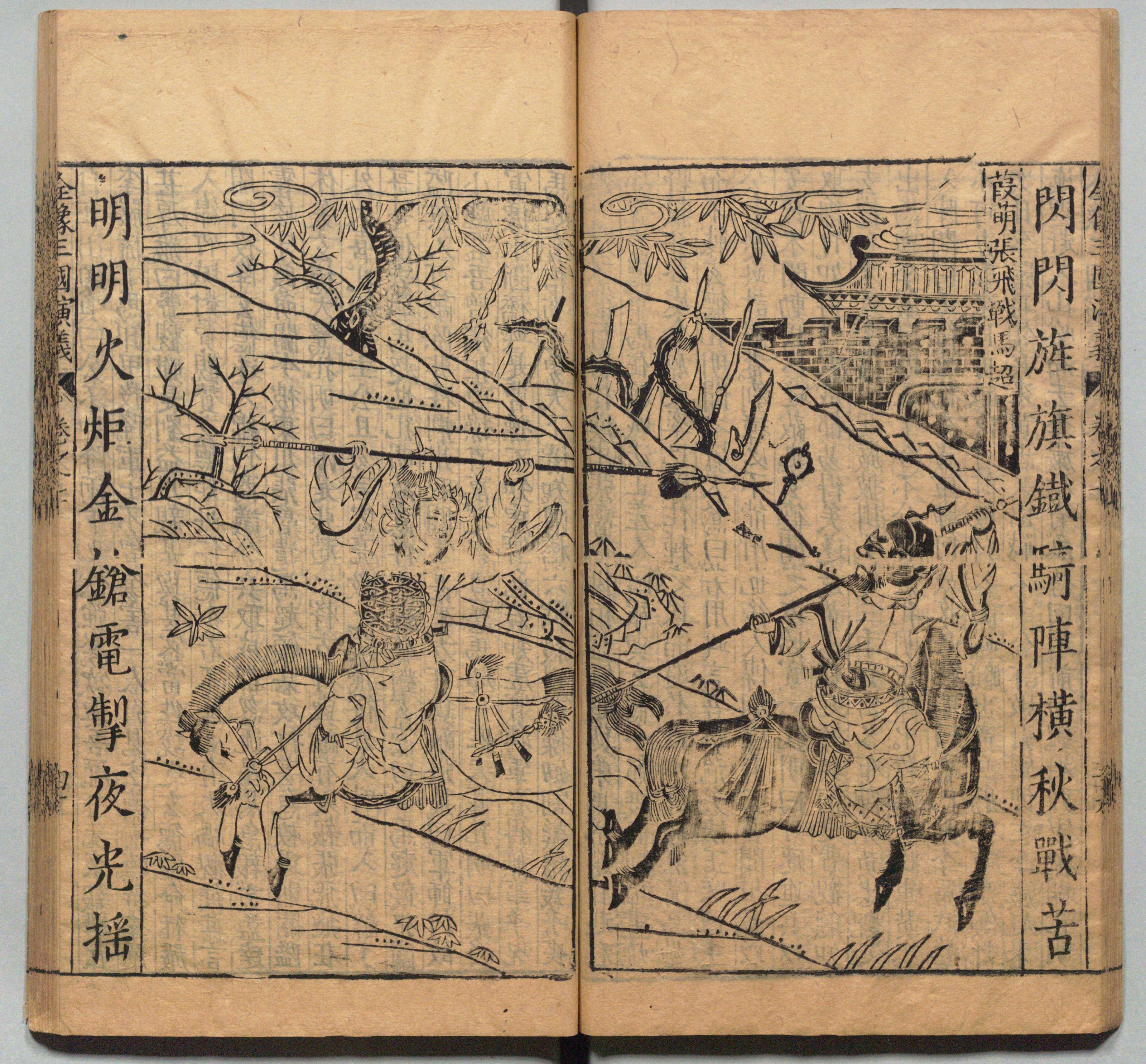
馬超（左）と張飛（右）の一騎討ち

- 漢中の張魯を頼って以降、馬超が涼州に出兵することはない。馬超と張魯の娘との縁談を阻んだ楊柏は、己に対する馬超の殺意を知ると、兄の楊松に相談して馬超暗殺を企てる。その後、劉璋への救援に名乗りをあげた馬超は葭萌関で劉備軍の張飛と一騎討ちをし、夜戦にまでもつれこむ[注釈 90]。馬超の勇姿に感嘆する劉備の意向を汲み、諸葛亮は策を講じる。賄賂を送られた楊松の讒言によって進退両難に陥った馬超は、李恢の説得を通じて劉備軍に降り、援軍だったはずの馬超に脅され愕然とした劉璋は降伏を決意する[注釈 91]。関羽は馬超の帰順を知ると、馬超との試合を望む旨を記した書状を諸葛亮に送っている[注釈 92]。
- 定軍山の戦いでは、陽平関を失った曹操軍の加勢に来た曹彰を孟達軍と共に挟み撃ちにし、曹操をして「鶏肋」と言わしめる状況へと追い込んでいる。そして劉備が漢中王となるに従い、五虎大将軍に任じられる[注釈 93]。関羽は黄忠と同格に扱われたことに怒るが、馬超については「代々続く名家だから」という理由で認可する。
- 関羽が龐徳に降伏を迫る際、漢中在住の従兄である龐柔の名を出すが、作中ではさらに馬超にも言及している。関羽の敗死後、逮捕の情報を孟達に知らせるべく彭羕が遣わした使者を、馬超の巡視隊が捕える。事情を知った馬超は彭羕に鎌をかけ、反乱の意思を聞き届けた後にそれを告発している。
- 劉禅の即位に応じて、曹丕が司馬懿の進言で5方面から蜀を攻めようとした時、諸葛亮はその対策の一つとして、羌からの人望が厚く「神威天将軍」[662][注釈 94]と称される馬超を西平関（架空の関）の守護に当たらせ、脅威を未然に防ぐ[注釈 95]。馬超は南征には従軍せず、陽平関の守備を務めるが、南蛮平定後に死亡したことが語られる[注釈 96]。諸葛亮は腕を折られたような思いでその死を惜しみ、北伐の際には馬超の墓を訪れている。

### 『後漢演義』
『後漢演義』は、清代から中華民国時代にかけての小説家および歴史学者である蔡東藩により著された、11部からなる『歴朝通俗演義』のうちの一つである。王莽による簒奪から始まり、禅譲を受けた司馬炎による西晋の建国で終わる構成になっている。創作もある程度含まれるが、史実に忠実であることを旨としている。そのため作中では史実への言及があるほか、『演義』の誤謬および創作部分の指摘や、同書の作者とされる羅貫中への批判が随所に差し挟まれる。
『後漢演義』の各回の末尾に載せられる人物評には、人物の行動に対する是非や歴史から得べき教訓などが含まれている。『三国志』や『演義』のように特定の陣営をとりわけて称える（あるいは貶める）ことはないが、封建思想の影響から、歴史上の人物や事件に対する評価には理想主義的な歴史観が見出される。
馬超は作中において「馬超は猛将、韓遂は愚物であり、両者とも曹操の敵ではない。〔中略〕馬超は剛情で韓遂は愚昧だったため、まんまと曹操の計略に掛かった。これぞ用兵が謀略を重んずる所以である」と評されている。また語り手は「馬超は勇烈ではあれど知謀に欠ける」とも評し、その欠陥ゆえ親から果ては妻子に至るまで破滅させたとして、「劉備に投降せねば己の身すら保てずにいたのに、どうして曹操の敵たり得ようか」と述べている。とはいえ、馬超の武勇を実感したがために曹操は賈詡の策を用いるに至ったと述べ、また曹操の渡河作戦に対する馬超の案を「申し分ない」としている。『後漢演義』では、馬超の勇略に馬岱のそれが及ばなかったために、馬岱は北伐に従軍するも大役を任されず、諸葛亮にも重用されない。語り手は馬超の反乱以後に行われた族滅についても、馬超が私憤により親を顧みなかったのが起因だとはいえ、馬騰らを「草芥を刈る」ように殺した曹操の手口は悪辣だと断じている。

### 京劇

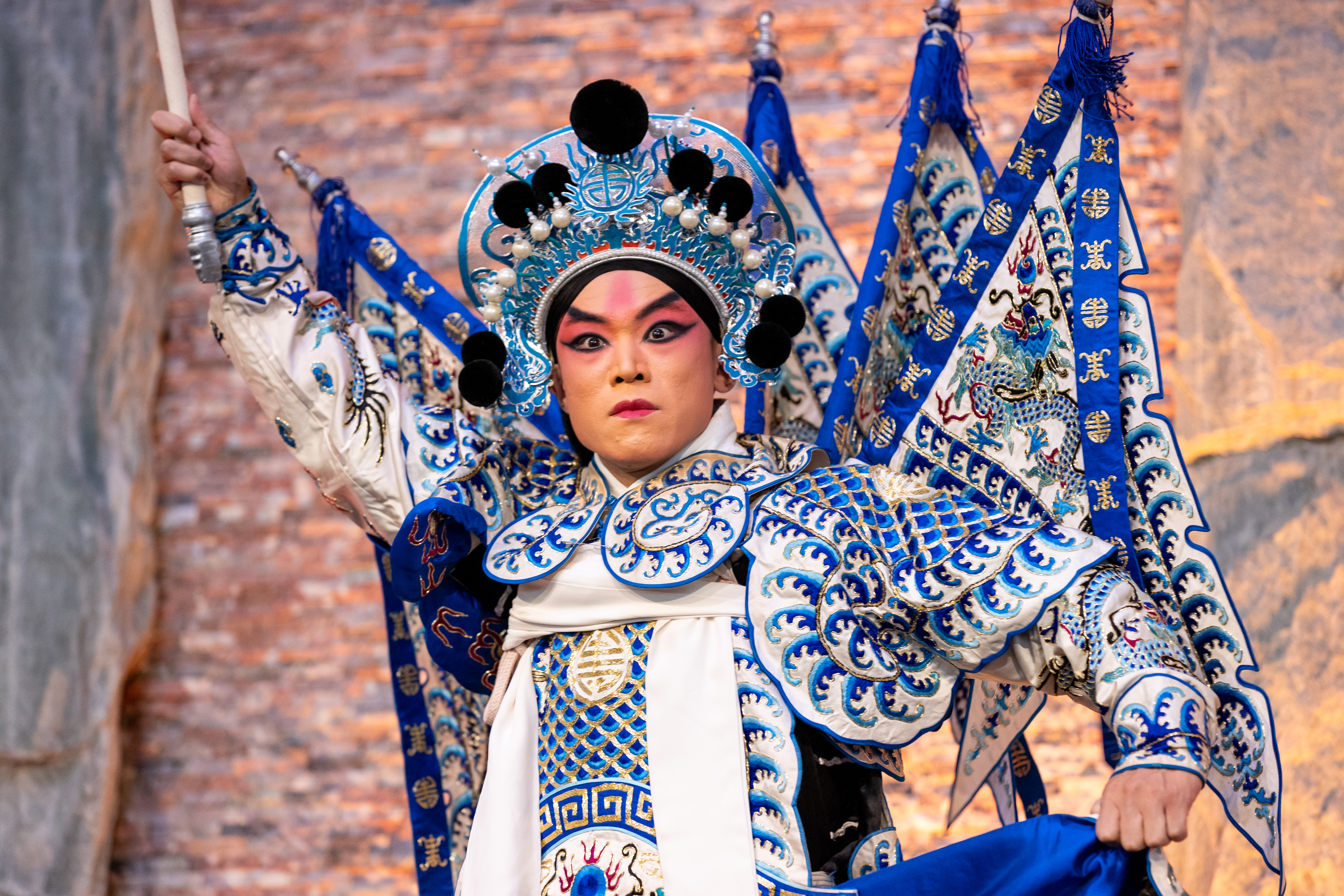
京劇『両将軍』の馬超（中国WIPO協力50周年記念イベントで披露されたもの）

京劇において、馬超を主役とする演目は複数存在する。演目の内容は『演義』を題材としており、『反西涼』『戦潼関』（潼関の戦い）、『戦冀州』『賺歴城』（冀城放逐および歴城襲撃）、『戦馬超』『両将軍』（張飛との一騎討ちおよび夜戦）などがある。京劇には身分や性格、年齢などにより区別される様々な役柄が存在するが、将軍である馬超は「武生」、具体的には「長靠武生」に割り当てられている。衣装には黒い紋様があしらわれた重孝（喪服）を用いるが、張飛との戦いにおいては青い装飾が施された白い靠（鎧）を身につけ、また夜戦時には盔頭（かぶりもの）をつけず、白い箭衣を着た「短打武生」となる。端麗な若者として登場するため、隈取りはせず、ひげもつけない。

### 『耳談』
万暦年間に刊行された筆記小説集である王同軌『耳談』およびその増補版『耳談類増』には、「漢左将軍馬超墓」という話が載せられており、以下のようなあらすじとなっている。新都の参議である楊廷儀が、父親の埋葬地にふさわしい場所を探していると、ある土地から「漢左将軍馬超之墓」と彫られた石碑を発掘する。吉兆の験ありと見なした楊廷儀がその地を選ぶと、錦袍をまとい玉帯を締めた馬超が夢に出て、墓を荒らさないよう注意する。楊廷儀が意に介さないでいると、今度は武装した馬超が夢に現れ、楊廷儀の両目を射潰す。盲目になった楊廷儀はそれでも諦めず、とうとう怒った馬超が「お前に禍いをもたらしてくれよう！」と宣告する。後日、楊家の使用人たちが横領と殺人を犯し、彼らは凌遅刑に処される。楊廷儀はそれに連座して棄市となってしまう。
王同軌はこの話を、劉采の縁戚であり、王同軌自身の姻族でもある保昌県令の劉子敦から取材している。物語の後に添えられた見解には「土地は馬超ゆえに尊ばれるのであって、土地ゆえに馬超が尊ばれるのではない」とある。次いで、馬超の一族子弟が曹操や張魯に殺されたこと、『三国志』が馬超の後裔について詳述していないことを理由に、馬超の家系は断絶したという推察が加えられる。そして、楊廷儀が禍いに甘んじて身を滅ぼし、子孫のためにありもしないことを画策したのは度が過ぎていると評される。
また『耳談類増』所載の「漢将軍墓」という話では、酒盛りをしていた蜀の人々が、無名の将軍の墓があった場所をそうとは知らずに荒らしてしまい、ポルターガイストに遭遇する。ここでも「〔某将軍の墓は〕耕作者によりだんだんと開拓され、すでになくなっている。しかし城郭の中では、依然として霊異がこのように現れるのだから、馬孟起が人を射て盲目にするのに、なんの不思議があろうか」と、「漢左将軍馬超墓」に登場した馬超への言及がある。

## 家族
|  |  |  |  |      |      |      |      |      |      |      |      |      |      |      |      |      |      |      |      |      |      |      |      |      |      |  |  |      |      |      |      |      |      |  |  |      |      |      |      |      |      |  |  |  |  |  |  |  |  |  |  |
|  |  |  |  |      |      |      |      | 羌女 | 羌女 | 羌女 | 羌女 | 羌女 | 羌女 |      |      | 馬平 | 馬平 | 馬平 | 馬平 | 馬平 | 馬平 |      |      |      |      |  |  |      |      |      |      |      |      |  |  |      |      |      |      |      |      |  |  |  |  |  |  |  |  |  |  |
|  |  |  |  |      |      |      |      | 羌女 | 羌女 | 羌女 | 羌女 | 羌女 | 羌女 |      |      | 馬平 | 馬平 | 馬平 | 馬平 | 馬平 | 馬平 |      |      |      |      |  |  |      |      |      |      |      |      |  |  |      |      |      |      |      |      |  |  |  |  |  |  |  |  |  |  |
|  |  |  |  |      |      |      |      |      |      |      |      |      |      |      |      |      |      |      |      |      |      |      |      |      |      |  |  |      |      |      |      |      |      |  |  |      |      |      |      |      |      |  |  |  |  |  |  |  |  |  |  |
|  |  |  |  |      |      |      |      |      |      |      |      |      |      |      |      |      |      |      |      |      |      |      |      |      |      |  |  |      |      |      |      |      |      |  |  |      |      |      |      |      |      |  |  |  |  |  |  |  |  |  |  |
|  |  |  |  | ⚫︎   | ⚫︎   | ⚫︎   | ⚫︎   | ⚫︎   | ⚫︎   |      |      | 馬騰 | 馬騰 | 馬騰 | 馬騰 | 馬騰 | 馬騰 |      |      | ⚫︎   | ⚫︎   | ⚫︎   | ⚫︎   | ⚫︎   | ⚫︎   |  |  |      |      |      |      |      |      |  |  |      |      |      |      |      |      |  |  |  |  |  |  |  |  |  |  |
|  |  |  |  | ⚫︎   | ⚫︎   | ⚫︎   | ⚫︎   | ⚫︎   | ⚫︎   |      |      | 馬騰 | 馬騰 | 馬騰 | 馬騰 | 馬騰 | 馬騰 |      |      | ⚫︎   | ⚫︎   | ⚫︎   | ⚫︎   | ⚫︎   | ⚫︎   |  |  |      |      |      |      |      |      |  |  |      |      |      |      |      |      |  |  |  |  |  |  |  |  |  |  |
|  |  |  |  |      |      |      |      |      |      |      |      |      |      |      |      |      |      |      |      |      |      |      |      |      |      |  |  |      |      |      |      |      |      |  |  |      |      |      |      |      |      |  |  |  |  |  |  |  |  |  |  |
|  |  |  |  |      |      |      |      | ⚫︎   | ⚫︎   | ⚫︎   | ⚫︎   | ⚫︎   | ⚫︎   |      |      |      |      |      |      | 馬岱 | 馬岱 | 馬岱 | 馬岱 | 馬岱 | 馬岱 |  |  |      |      |      |      |      |      |  |  |      |      |      |      |      |      |  |  |  |  |  |  |  |  |  |  |
|  |  |  |  |      |      |      |      | ⚫︎   | ⚫︎   | ⚫︎   | ⚫︎   | ⚫︎   | ⚫︎   |      |      |      |      |      |      | 馬岱 | 馬岱 | 馬岱 | 馬岱 | 馬岱 | 馬岱 |  |  |      |      |      |      |      |      |  |  |      |      |      |      |      |      |  |  |  |  |  |  |  |  |  |  |
|  |  |  |  |      |      |      |      |      |      |      |      |      |      |      |      |      |      |      |      |      |      |      |      |      |      |  |  |      |      |      |      |      |      |  |  |      |      |      |      |      |      |  |  |  |  |  |  |  |  |  |  |
|  |  |  |  | 楊氏 | 楊氏 | 楊氏 | 楊氏 | 楊氏 | 楊氏 |      |      | 馬超 | 馬超 | 馬超 | 馬超 | 馬超 | 馬超 |      |      | 董氏 | 董氏 | 董氏 | 董氏 | 董氏 | 董氏 |  |  | 馬休 | 馬休 | 馬休 | 馬休 | 馬休 | 馬休 |  |  | 馬鉄 | 馬鉄 | 馬鉄 | 馬鉄 | 馬鉄 | 馬鉄 |  |  |  |  |  |  |  |  |  |  |
|  |  |  |  | 楊氏 | 楊氏 | 楊氏 | 楊氏 | 楊氏 | 楊氏 |      |      | 馬超 | 馬超 | 馬超 | 馬超 | 馬超 | 馬超 |      |      | 董氏 | 董氏 | 董氏 | 董氏 | 董氏 | 董氏 |  |  | 馬休 | 馬休 | 馬休 | 馬休 | 馬休 | 馬休 |  |  | 馬鉄 | 馬鉄 | 馬鉄 | 馬鉄 | 馬鉄 | 馬鉄 |  |  |  |  |  |  |  |  |  |  |
|  |  |  |  |      |      |      |      |      |      |      |      |      |      |      |      |      |      |      |      |      |      |      |      |      |      |  |  |      |      |      |      |      |      |  |  |      |      |      |      |      |      |  |  |  |  |  |  |  |  |  |  |
|  |  |  |  |      |      |      |      | ⚫︎   | ⚫︎   | ⚫︎   | ⚫︎   | ⚫︎   | ⚫︎   |      |      | 馬秋 | 馬秋 | 馬秋 | 馬秋 | 馬秋 | 馬秋 |      |      |      |      |  |  | 劉備 | 劉備 | 劉備 | 劉備 | 劉備 | 劉備 |  |  |      |      |      |      |      |      |  |  |  |  |  |  |  |  |  |  |
|  |  |  |  |      |      |      |      | ⚫︎   | ⚫︎   | ⚫︎   | ⚫︎   | ⚫︎   | ⚫︎   |      |      | 馬秋 | 馬秋 | 馬秋 | 馬秋 | 馬秋 | 馬秋 |      |      |      |      |  |  | 劉備 | 劉備 | 劉備 | 劉備 | 劉備 | 劉備 |  |  |      |      |      |      |      |      |  |  |  |  |  |  |  |  |  |  |
|  |  |  |  |      |      |      |      |      |      |      |      |      |      |      |      |      |      |      |      |      |      |      |      |      |      |  |  |      |      |      |      |      |      |  |  |      |      |      |      |      |      |  |  |  |  |  |  |  |  |  |  |
|  |  |  |  |      |      |      |      |      |      |      |      | 馬承 | 馬承 | 馬承 | 馬承 | 馬承 | 馬承 |      |      | 女   | 女   | 女   | 女   | 女   | 女   |  |  | 劉理 | 劉理 | 劉理 | 劉理 | 劉理 | 劉理 |  |  |      |      |      |      |      |      |  |  |  |  |  |  |  |  |  |  |
|  |  |  |  |      |      |      |      |      |      |      |      | 馬承 | 馬承 | 馬承 | 馬承 | 馬承 | 馬承 |      |      | 女   | 女   | 女   | 女   | 女   | 女   |  |  | 劉理 | 劉理 | 劉理 | 劉理 | 劉理 | 劉理 |  |  |      |      |      |      |      |      |  |  |  |  |  |  |  |  |  |  |
|  |  |  |  |      |      |      |      |      |      |      |      |      |      |      |      |      |      |      |      |      |      |      |      |      |      |  |  |      |      |      |      |      |      |  |  |      |      |      |      |      |      |  |  |  |  |  |  |  |  |  |  |

- 祖父は馬平[704][注釈 104]。父は馬騰[32]。弟は馬休[705]・馬鉄[32]。従弟は馬岱[706]。妻は楊氏[223][707]・董氏（妾）[708]。子は馬秋[709]・馬承[710]のほか、冀城で殺害された子が少なくとも1人存在する。娘は劉理の妻[14]。
- 家系図は『三国志』巻25楊阜伝・楊阜伝注引皇甫謐『列女伝』・巻34劉理伝・巻36馬超伝・馬超伝注引『典略』より作成。

## 関連作品

### 馬超が主要人物となる作品
小説
- 周大荒『反三国志演義』（河北人民出版社、1987年。ISBN 7202000024；渡辺精一訳、講談社、1991年。ISBN 9784062053020）
- 馬超が主だって大勲を立てる[711]。また馬雲騄という馬超の架空の妹が登場する。
- 北方謙三『三国志』（角川春樹事務所、1996年 - 1998年）
- 馬超は時代を傍観する「個」として、作者により特殊な立場に置かれている[712]。
- 渓由葵夫『馬超風雲録』（小学館〈スーパークエスト文庫〉、1997年 - 1998年） - 歴史ファンタジー。
- 風野真知雄『馬超　曹操を二度追い詰めた豪将』（PHP研究所〈PHP文庫〉、2005年。ISBN 9784569663340）

ゲーム
- 『絶命の歌』（Lightning Games、2024年） - 馬超を主人公とするローグライクリズムゲーム。

### 馬超が登場する主な大衆文化作品
漫画
- 横山光輝『三国志』（潮出版社、1971年 - 1987年）
- 王欣太『蒼天航路』（李學仁原案、講談社、1994年 - 2005年）
- 陳某（中国語版）『火鳳燎原』（東立出版社、2001年 - ；メディアファクトリー、2005年 - 2009年）
  - 『不是人弐』（2021年） - 馬超に焦点を当てた外伝短編。「人でなし」として、『不是人』（1998年）の主役の一人である呂布と重ねられる[713]。

ゲーム
- 三國志シリーズ（光栄／コーエー／コーエーテクモゲームス、1985年 - ）
- 真・三國無双シリーズ（コーエー／コーエーテクモゲームス、2000年 - ）

テレビドラマ
- 『三国志演義』（1994年、中国、演：安亜平（中国語版）、声：塩沢兼人）
- 『三国志 Three Kingdoms』（2010年、中国、演：陳奕霖、声：森川智之）